# Nationalpark Plitvicer Seen
Der Nationalpark Plitvicer Seen [ˌplɪtvɪt͡sɐ ˈzeːən] (kroatisch Nacionalni park Plitvička jezera, umgangssprachlich Plitvice, deutsch auch Plitwitzer Seen) ist der flächenmäßig größte Nationalpark Kroatiens und zugleich auch der älteste Nationalpark Südosteuropas. Er wurde 1949 gegründet und befindet sich im hügeligen Karstgebiet Mittelkroatiens (Dinarischer Karst) unweit der Grenze zu Bosnien und Herzegowina, direkt an einer wichtigen Nord-Süd-Straßenverbindung, die das Landesinnere Kroatiens mit der mediterranen Küstengegend verbindet. Das geschützte Nationalparkgebiet umfasst 296,85 Quadratkilometer. Davon entfallen etwa 90 Prozent auf die Gespanschaft Lika-Senj und etwa 10 Prozent auf die Gespanschaft Karlovac. Die Plitvicer Seen wurden 1979 als eines der ersten Naturdenkmäler weltweit in das UNESCO-Weltnaturerbe aufgenommen. Die Nationalparkverwaltung zählt jährlich etwa eine Million Besucher. Der Eintritt ist gebührenpflichtig. Es gelten strikte Verhaltensvorschriften.

## Charakteristika
Der Nationalpark ist für seine kaskadenförmig angeordneten Seen weltbekannt, von denen an der Oberfläche derzeit 16 sichtbar sind. Diese bildeten sich durch den Zusammenfluss einiger kleiner Flüsse sowie durch unterirdische Karstzuflüsse. Die entlang einer Fließrichtung angeordneten Seen sind durch natürliche Barrieren voneinander getrennt, ein Merkmal von einzigartigen Naturvorgängen. Die besonders labilen Travertin-Barrieren entstehen durch ein Wechselspiel von Fließwasser, Luft und Vegetation.
Die unterschiedlichen klimatischen Einflüsse sowie der große Höhenunterschied innerhalb des Schutzgebietes bewirken eine besonders vielfältige Flora und Fauna. Im Nationalparkgebiet sind viele endemische Arten vorzufinden. Im Schutzgebiet existieren weiterhin alle Tierarten, die bereits vor dem Auftreten des Menschen dort beheimatet waren.

## Bekanntheit
Die Bezeichnung Plitvice wurde 1777 erstmals von Dominik Vukasović, dem Pfarrer von Otočac, schriftlich erwähnt. Die Plitvicer Seen verdanken ihren Namen dem Naturphänomen, das die Seen schuf. Die Natur bildete zunächst seichte Becken (kroatisch pličina oder plitvak, Anmerkung plitko bedeutet ‚seicht‘) und letztlich Seen, indem sich das Wasser in die Landschaft einschmiegte oder durch Travertinbarrieren immer höher aufgestaut wurde.
Einige Wissenschaftler führen die Namensbezeichnung auf den Fluss Plitvica zurück, der jedoch erst am unteren Ende in die Seen fließt. Eine nahegelegene Ortschaft trägt denselben Namen. Die Wassermassen der Plitvicer Seen setzen ihren Weg als Fluss Korana in nördlicher Richtung fort.
Im deutschsprachigen Raum bekannt geworden ist der Park unter anderem durch die Karl-May-Verfilmungen aus den 1960er Jahren. Einige See- und Wasserfallszenen wurden in diesem Nationalpark gedreht.

## Lage

### Erreichbarkeit
Die Plitvicer Seen bildeten sich in der Vertiefung zwischen den Gebirgen Mala Kapela im Westen und Plješevica im Osten, inmitten des dinarischen Gebirgszuges. Der Nationalpark Plitvicer Seen befindet sich an der Nationalstraße D1 Zagreb–Split, zwischen Slunj und Korenica, unweit der Grenze zu Bosnien und Herzegowina. Weitere größere Ortschaften im umliegenden Gebiet sind Ogulin, Rakovica, Otočac, Gospić, sowie Bihać auf bosnischer Seite.

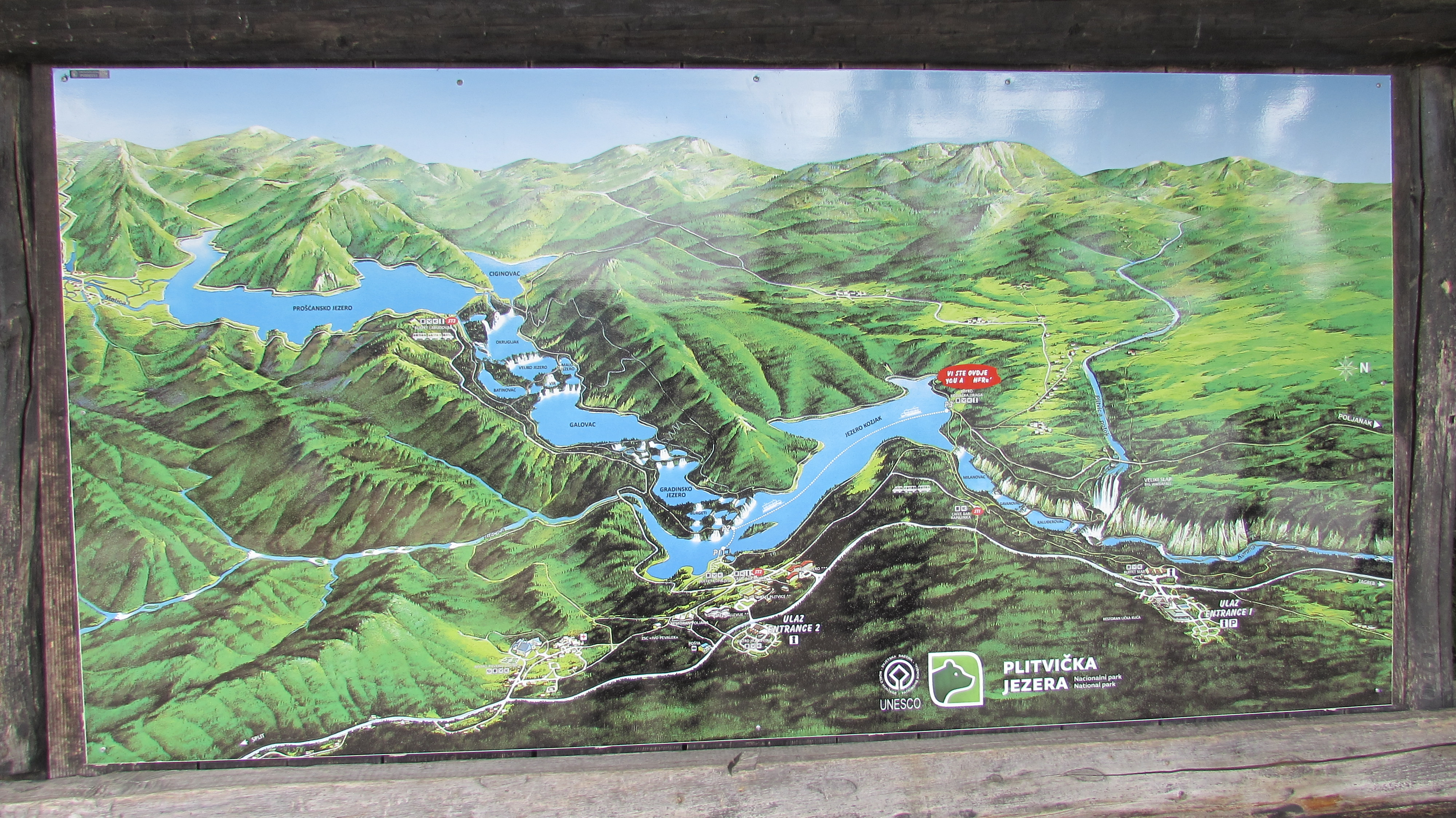
Übersichtskarte

Der Nationalpark liegt etwa 55 Kilometer Luftlinie von der Adriaküste entfernt. Von der Küste aus sind die Plitvicer Seen nach etwa 60 Straßenkilometern von Senj aus zu erreichen. Nach Überquerung des Velebit-Gebirges betritt man das Karstgebiet Mittelkroatiens beziehungsweise der Lika mit zahlreichen Poljen (z. B. das Gacko polje mit dem Fluss Gacka, welches für seine Wasserreinheit und Abgeschiedenheit bekannt ist).
Die Autobahn A1 Zagreb–Split verläuft in etwa 50 Kilometer Entfernung westlich des Nationalparks. Die Plitvicer Seen sind über die Ausfahrten Karlovac im Norden, Otočac im Westen oder Gornja Ploča im Süden zu erreichen.
Die nächstgelegenen Flughäfen sind Zadar, Zagreb und Rijeka, die nächstgelegenen Bahnstationen wären Josipdol und Plaški, von denen aus es jedoch keine Busverbindungen zu den Seen gibt. Mit öffentlichen Verkehrsmitteln sind die Plitvicer Seen am komfortabelsten per Bus von Zagreb, Karlovac, Zadar oder Split aus zu erreichen.

### Gliederung

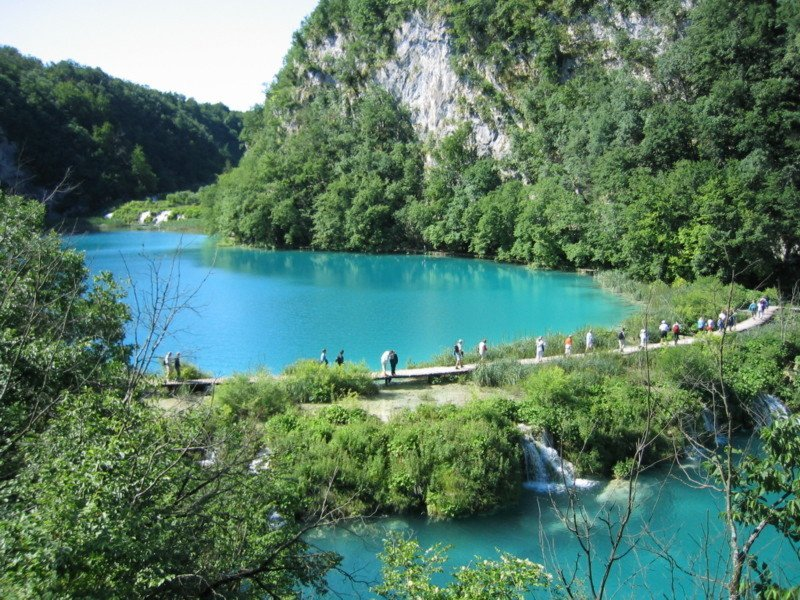
Pfade zwischen den Seen

Das Nationalparkgebiet der Plitvicer Seen erstreckt sich über zwei politische Untereinheiten, sogenannte Gespanschaften. Der Nationalpark selbst unterliegt der nationalen Verwaltung. Von der Gesamtfläche des Nationalparks im Ausmaß von 296,85 Quadratkilometern entfallen 90,7 Prozent auf die Gespanschaft Lika-Senj und 9,3 Prozent auf die Gespanschaft Karlovac. Die Gesamtfläche der Seen beträgt 2 Quadratkilometer. Davon entfallen nahezu 80 Prozent auf die beiden größten Seen, das Prošćansko jezero und den See Kozjak. Diese Seen sind gleichzeitig auch die tiefsten Seen mit jeweils 37 und 47 Meter Tiefe. Auf dem Kozjak verkehren geräuscharme und umweltfreundliche Elektroboote. Von den übrigen Seen ist keiner tiefer als 25 Meter. Der Höhenunterschied zwischen den Seen beträgt 133 Meter.
Die insgesamt 16 oberirdischen Seen werden in die zwölf Oberen Seen (Gornja jezera) und die vier Unteren Seen (Donja jezera) gegliedert.
| Nr. | See               | Höhe ü. d. M. | Fläche (ha) | Tiefe (m) | Gruppe      |
| --- | ----------------- | ------------- | ----------- | --------- | ----------- |
| 1   | Prošćansko jezero | 636           | 68,0        | 37        | Obere Seen  |
| 2   | Ciginovac         | 625           | 7,5         | 11        | Obere Seen  |
| 3   | Okrugljak         | 613           | 4,1         | 15        | Obere Seen  |
| 4   | Batinovac         | 610           | 1,5         | 6         | Obere Seen  |
| 5   | Veliko jezero     | 607           | 1,5         | 8         | Obere Seen  |
| 6   | Malo jezero       | 605           | 2,0         | 10        | Obere Seen  |
| 7   | Vir               | 599           | 0,6         | 5         | Obere Seen  |
| 8   | Galovac           | 585           | 12,5        | 25        | Obere Seen  |
| 9   | Milinovo jezero   | 576           | 1,0         | 1         | Obere Seen  |
| 10  | Gradinsko jezero  | 553           | 8,1         | 10        | Obere Seen  |
| 11  | Buk               | 545           | 0,1         | 2         | Obere Seen  |
| 12  | Kozjak            | 535           | 81,5        | 47        | Obere Seen  |
| 13  | Milanovac         | 523           | 3,2         | 19        | Untere Seen |
| 14  | Gavanovac         | 519           | 1,0         | 10        | Untere Seen |
| 15  | Kaluđerovac       | 505           | 2,1         | 13        | Untere Seen |
| 16  | Novakovića brod   | 503           | 0,4         | 5         | Untere Seen |
|     | Plitvicer Seen    |               | 217,0       |           |             |

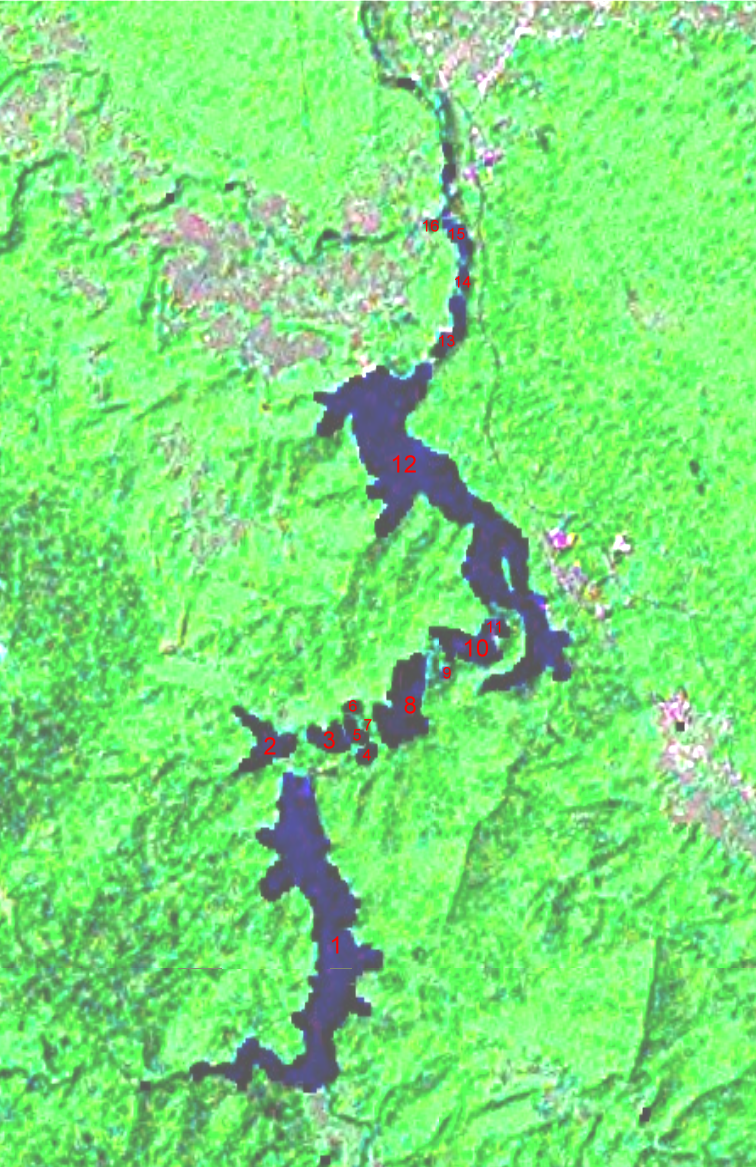
Lage der Seen auf einem Satellitenbild

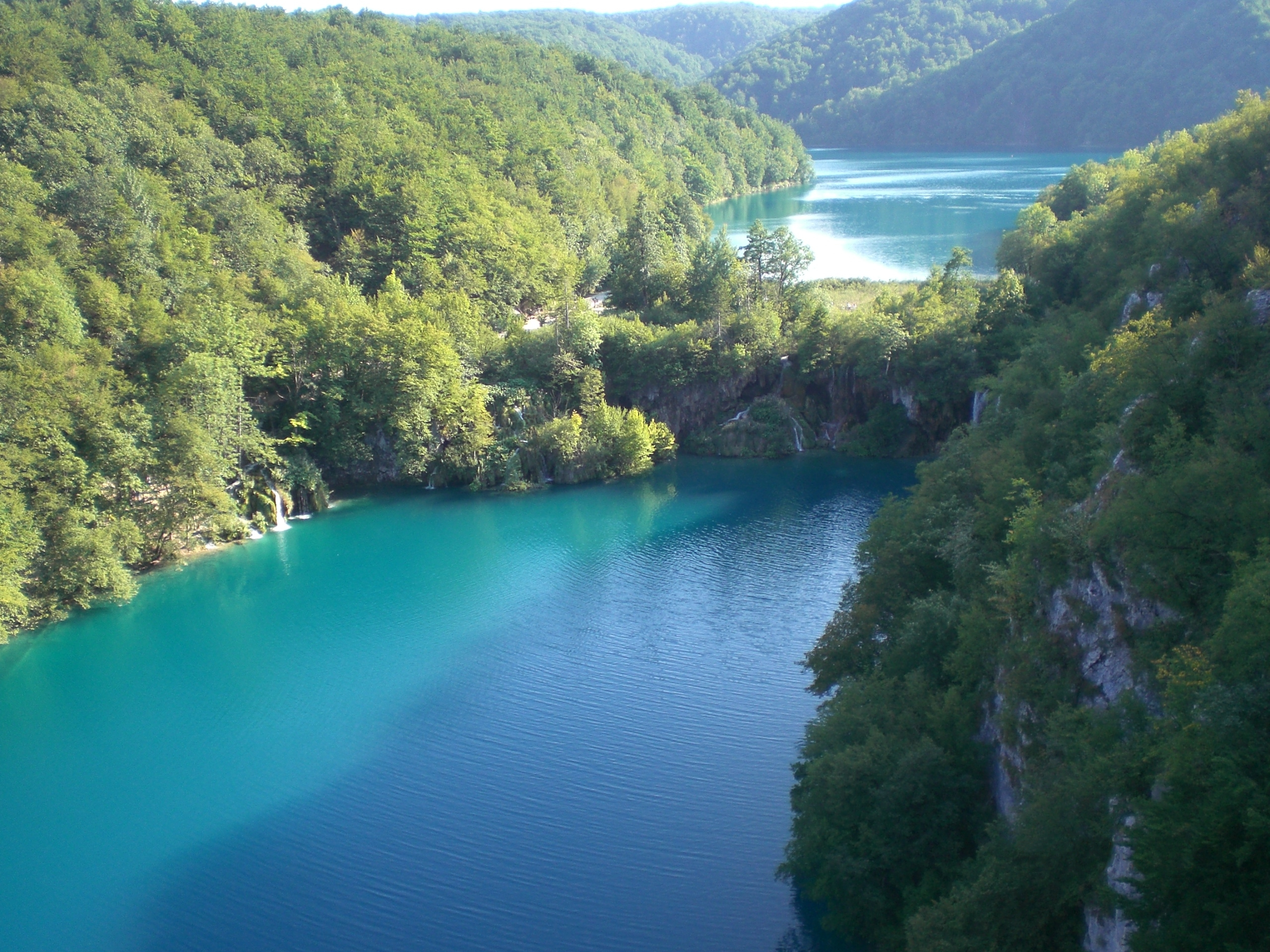
Zwei Seen mit dazwischenliegenden Wasserfällen

Zu den höchsten Wasserfällen zählen der große Wasserfall (kroatisch Veliki slap) im untersten Bereich der Seen, über den sich der Fluss Plitvica stürzt, und der Galovački buk an den oberen Seen. Der große Wasserfall ist zugleich der größte Wasserfall Kroatiens.
| Wasserfall                         | Höhe |
| ---------------------------------- | ---- |
| Veliki slap (großer Wasserfall)    | 78 m |
| Galovački buk (Galovac-Wasserfall) | 25 m |

Im Nationalparkgebiet gibt es 19 kleinere Siedlungen. Sie bilden zusammen die Gemeinde Plitvička Jezera (deutsch: Plitvicer Seen), deren Hauptsitz sich in Korenica befindet und zur Gespanschaft Lika-Senj gehört.
Das Gebiet wird stets als Teil der historischen Regionen Lika und Kordun betrachtet. Während der Türkenkriege war es Teil der Militärgrenze, die dem kaiserlich-habsburgischen Kriegsministerium direkt unterstellt war.

## Topographie und Geologie

### Terrain

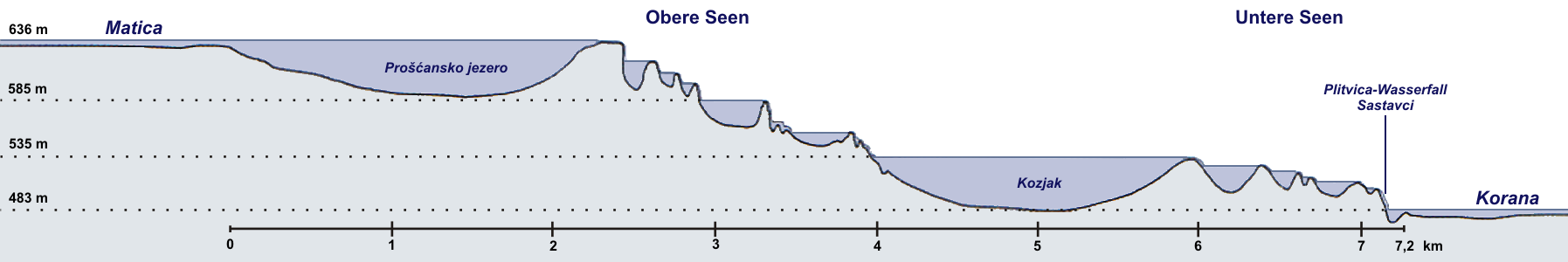
Querschnittsansicht

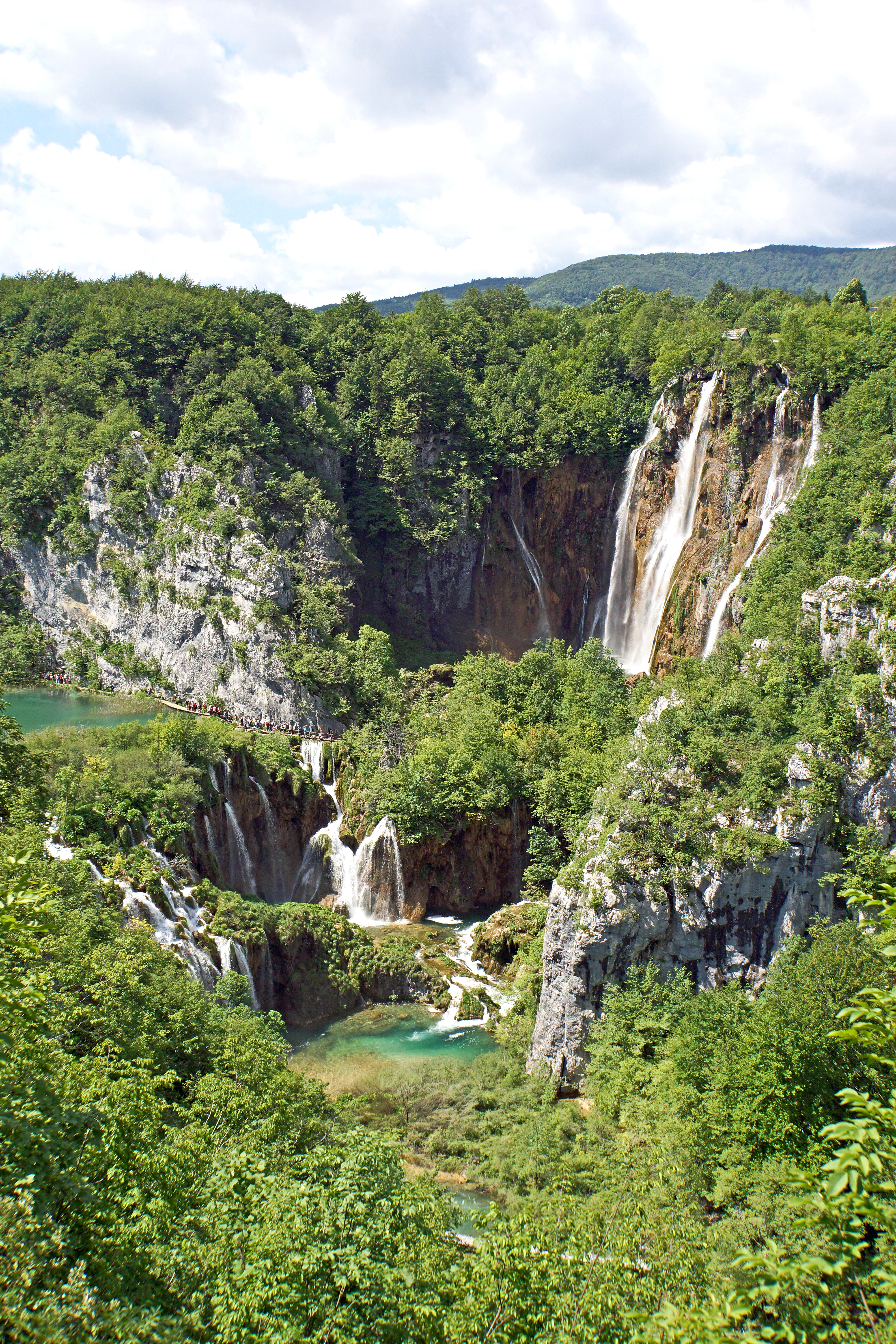
Der große Wasserfall

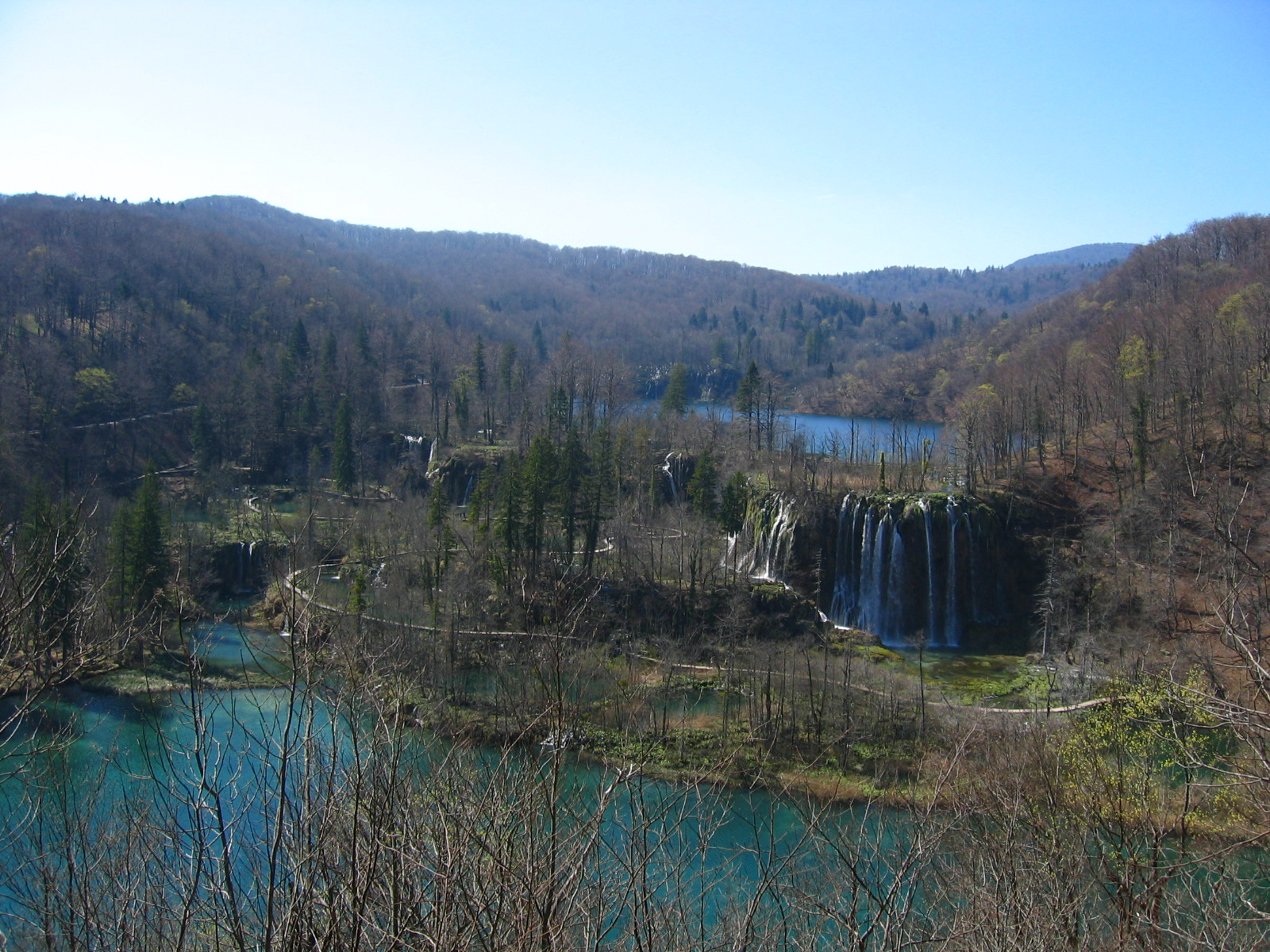
Galovac-Wasserfall

Die besondere Lage der Plitvicer Seen und die Eigenheiten des vorherrschenden Klimas sind in großem Maße verantwortlich für die im Nationalpark auftretenden Naturphänomene, wie auch für die Artenvielfalt in diesem Gebiet. Trotz der unmittelbaren Nähe zur mediterranen Klimaregion herrscht an den Plitvicer Seen ein gemäßigtes Gebirgsklima vor. Dies liegt an der Velebit-Bergkette, die eine strikte klimatische Trennlinie bildet und das Küstengebiet vom Hochplateau der Lika trennt. Seit Jahrhunderten ranken sich Sagen um diesen imposanten Gebirgszug.
Von großer Bedeutung für das Wasseraufkommen und die Artenvielfalt auf dem Gebiet ist die Beschaffenheit des Terrains. Die Plitvicer Seen sind von zahlreichen Bergen umgeben. Das Nationalparkgebiet wird im Westen durch den Gebirgszug Mala Kapela begrenzt und im Osten durch das Plješevica-Gebirge, das zudem die Grenze zu Bosnien bildet. Die bewaldeten Gebirgshänge dienen als Wasserspeicher und sind gleichzeitig Zufluchtsort vieler Tierarten. Der große Höhenunterschied auf engem Raum zwischen den Anhöhen im Süden und dem Fluss Korana im Norden ist ein weiteres Kriterium für die Artenvielfalt in dieser Region. Über das gesamte Gebiet des Nationalparks gerechnet beträgt der Höhenunterschied 912 Meter (die höchste Erhebung, der Seliški vrh, liegt 1279, der niedrigste Punkt 367 m. ü. M. bei der Brücke über die Korana).

### Zuflüsse
Die Plitvicer Seen entstehen im Süden durch den Zusammenfluss der beiden Zuflüsse Bijela Rijeka ‚Weißer Fluss‘ und Crna Rijeka ‚Schwarzer Fluss‘. Diese entspringen unweit der Ortschaft Plitvički Ljeskovac, wo sie sich unter der Brücke vereinigen. Die Wassermassen werden ab dieser Stelle bis zum Erreichen des ersten Plitvicer Sees als Matica (deutsch in etwa ‚Stamm‘ oder ‚Ursprung‘) bezeichnet. Bei der Bucht von Liman (auch Limun genannt), einem Teil des Prošćansko jezero, fließt ein weiterer, namenloser Bach hinzu. Dieser wird von permanenten Quellen genährt, das Wasseraufkommen ist jedoch variabel. Über zeitweilig wasserführende Bäche an der Westseite des Prošćansko jezero gelangen ebenfalls Wassermassen in den See.
Der Fluss Plitvica fließt am Ende der Plitvicer Seenkette (im Norden) über den Großen Wasserfall zu. Diese Stelle wird Sastavci (deutsch ‚Zusammensetzung‘ oder ‚Zusammenfluss‘) genannt. Die Wassermassen der Plitvicer Seen und des Flusses Plitvica bilden den Fluss Korana.

### Unterirdische Beschaffenheit

Hydrogeologisches Profil

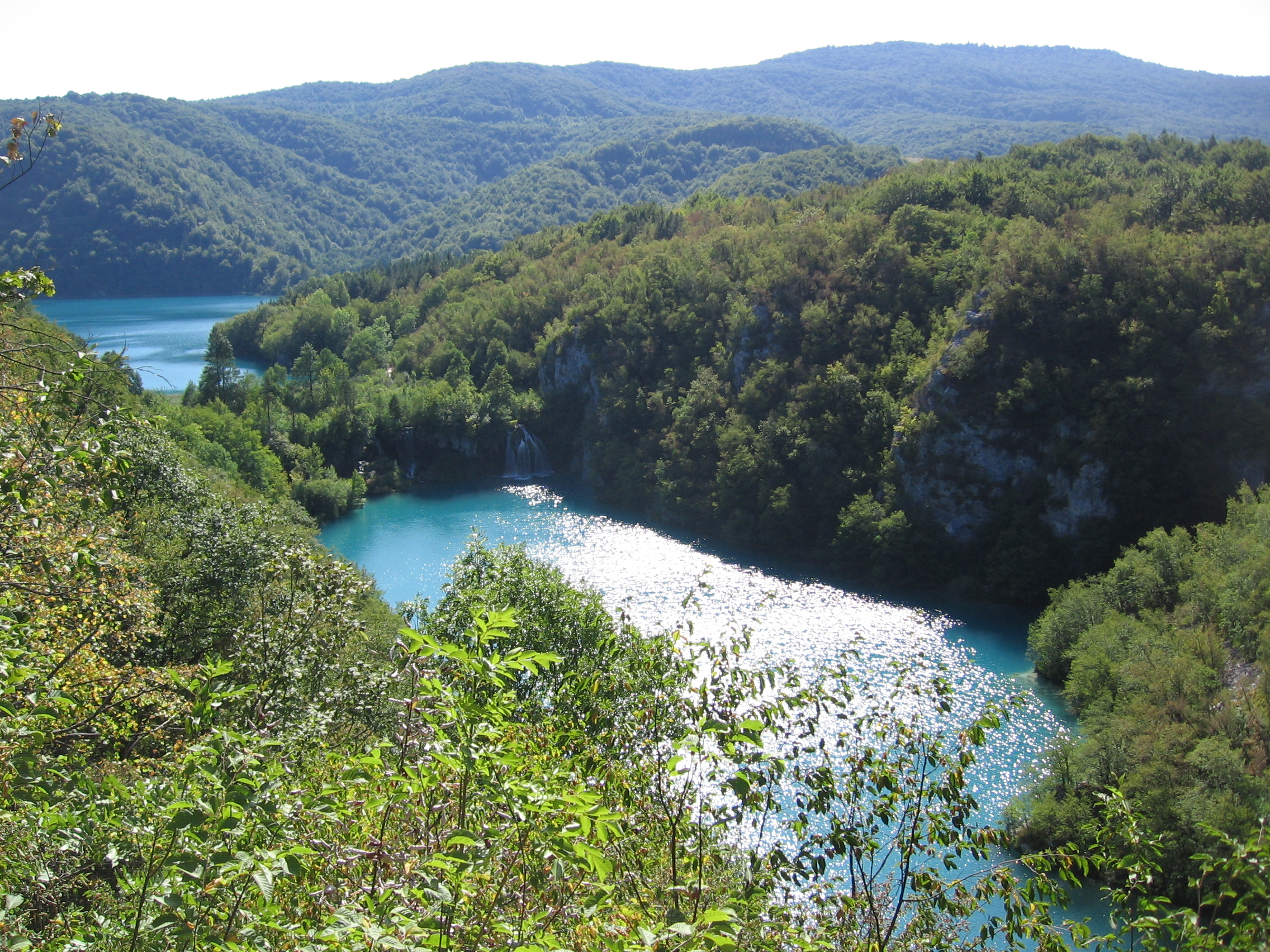
Die unteren Seen bohren sich ihren Weg geradezu durch das Kalkgestein

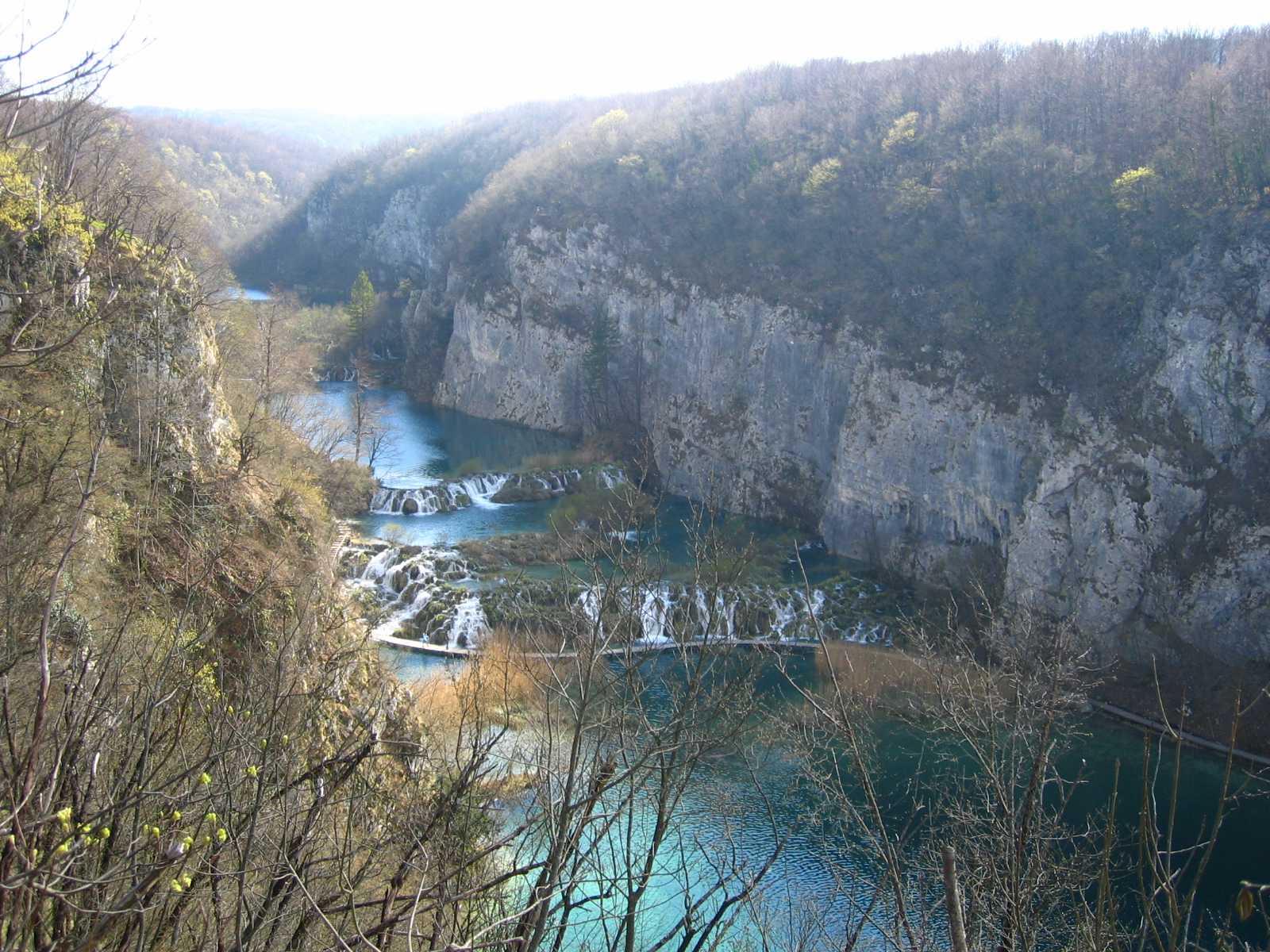
Canyon der unteren Seen

Der Untergrund der Plitvicer Seen ist unterschiedlich beschaffen. Das gesamte Gebiet des Nationalparks ist ein Bestandteil des Dinarischen Karstes. Typisch für das Karstgebiet sind von Hohlräumen geprägte Gesteinskörper, hier Kalkstein oder Dolomitgestein, die durch Einwirkungen von fließendem Wasser in der Landschaft unterschiedlichste geomorphologische Ausformungen entwickelten (Dolinen, Karren, Poljen, Uvalas, Ponore usw.).
Auf den ersten Blick zeichnet sich ein Karstgebiet durch Wasserarmut aus, das heißt, es herrscht ein Mangel an Quellen und Flüssen. Dies ist jedoch nur an der Erdoberfläche der Fall. Ein beträchtlicher Teil der Naturschauspiele sind im Inneren der Gesteinskörper aktiv, wo Wasser in größeren Mengen vorhanden ist. 
Aufgrund der Eigenschaften des Karstgrundwasserleiters versickern die Wasserläufe in den Untergrund und nehmen dort ihren weiteren Verlauf. Wo Karstwasser auf ein nicht verkarstungsfähiges Gestein trifft, treten die oft umfangreichen Karstgewässer (kroatisch rijeka ponornica) meist in Form von Karstquellen wieder an die Erdoberfläche, was auch bei den Plitvicer Seen zu beobachten ist. Ein auch in der Zukunft besonders interessantes Betätigungsfeld für Hydrologen, Hydrogeologen sowie Speläologen stellt die Erforschung der unterirdischen Wasserverläufe in diesem Gebiet dar. 
Die Travertinablagerungen bildeten sich ab dem Pleistozän durch Wasseraustritte in Dolinen oder Senken zwischen den umgrenzenden Gebirgsbereichen. Grob betrachtet herrschen im Gebiet der Plitvicer Seen zwei Karbonatgesteine vor. Die oberen Seen im Süden liegen in einer Zone mit überwiegendem Dolomitgestein, die unteren Seen im Norden überwiegend in einer Zone mit Kalkstein. Dolomitgestein ist wegen seines geochemischen Verhaltens etwas verwitterungsbeständiger als Kalkstein. Es ist zwar durch physikalische Einwirkung leicht zerbrechlich, zeichnet sich aber durch eine geringe Verkarstungsfähigkeit aus. Kalkstein ist im Gegensatz dazu etwas kompakter und massiver, weist hingegen eine höhere Wasserlöslichkeit auf.
Betrachtet man die Plitvicer Seen aus der Luft, sieht man eindeutige Unterschiede zwischen den oberen und den unteren Seen. Während sich bei den oberen mehrere kleinere Seen parallel zueinander gebildet haben und der Wasserverlauf viel flacher ist, graben sich die unteren Seen gewissermaßen in das Gestein ein. Die Zahl der unteren Seen ist geringer. Sie bilden praktisch einen Canyon, der als Fluss Korana weiterfließt.

## Klima

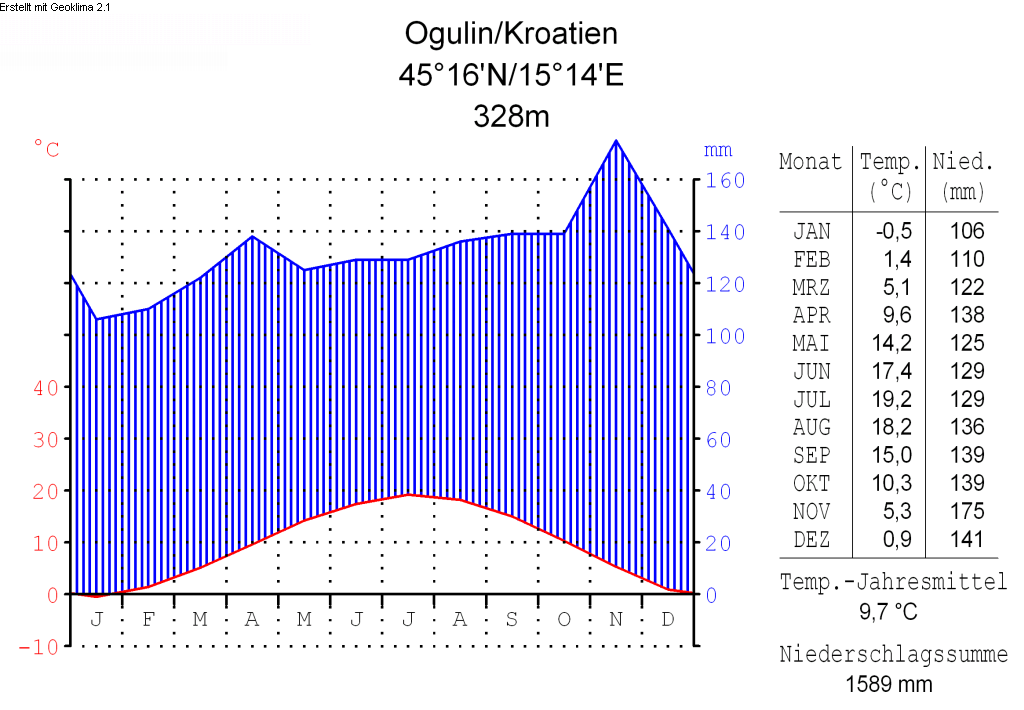
Klimadiagramm der Stadt Ogulin nördlich der Seen

Die durchschnittliche jährliche Niederschlagsmenge an den Plitvicer Seen beträgt 1500 Millimeter, wobei es im Frühling und Herbst am häufigsten zu starken Regenfällen kommt. Die durchschnittliche relative Luftfeuchtigkeit beträgt 81,8 %. Im Januar liegt die Durchschnittstemperatur bei 2,2 °C. In den Sommermonaten Juli und August steigt sie auf 17,4 °C an. Insgesamt ergibt sich eine durchschnittliche Jahrestemperatur von 7,9 °C. Schnee liegt von November bis Ende März. Die Seen sind im Dezember und Januar meist von einer Eisschicht bedeckt.
Die Wassertemperatur an den Quellflüssen liegt üblicherweise unter 10 °C. In den Flüssen und Seen erwärmt sich das Wasser auf bis zu 20 °C. Als Beispiel für unterschiedlichste Wassertemperaturen kann eine Messung vom 7. Juli 1954 herangezogen werden: Dabei wurde im See Kozjak in einer Tiefe von 4 Metern eine Temperatur von 18,9 °C gemessen, in 20 Metern Tiefe waren es 5 °C und in 44 Metern Tiefe, praktisch am Grunde des Sees, sogar nur 4,1 °C.

## Gesteinslösung und -bildung
Die Seenlandschaft der Plitvicer Seen inmitten der Karstlandschaft verdankt ihre Entstehung der Ablagerung von Kalk, der in Karstgewässern reichlich vorhanden ist. Diese Ablagerungen nennt man Kalktuff oder Travertin (beides wird im Kroatischen entweder als sedra oder tuf bezeichnet, nebst vielen anderen Benennungen).
Die Besonderheit der Plitvicer Seen ist, dass sie keine abgetrennten Stehgewässer darstellen. Die jeweiligen Seen sind stets als zusammengesetztes System erachtet worden. Aufgrund der stetigen Veränderungen sind Analysen einzelner Seen auch nicht unbedingt zielführend. Die Wassermassen, die den Seen im oberirdischen oder unterirdischen Verlauf zufließen und am Ende als Fluss Korana weiterströmen, verändern das Aussehen der Seen und der umliegenden Landschaft stets von neuem. Kalktuff wird einerseits teilweise wieder fortgeschwemmt, andererseits bilden sich ständig neue Ablagerungen. So entstehen neue Wasserfälle, während alte versiegen. Auch die Natur passt sich ständig an neue Gegebenheiten an. Insgesamt gesehen, stellt der Seenkomplex ein sehr empfindliches und labiles Ökosystem dar.

### Verwitterungsprozesse

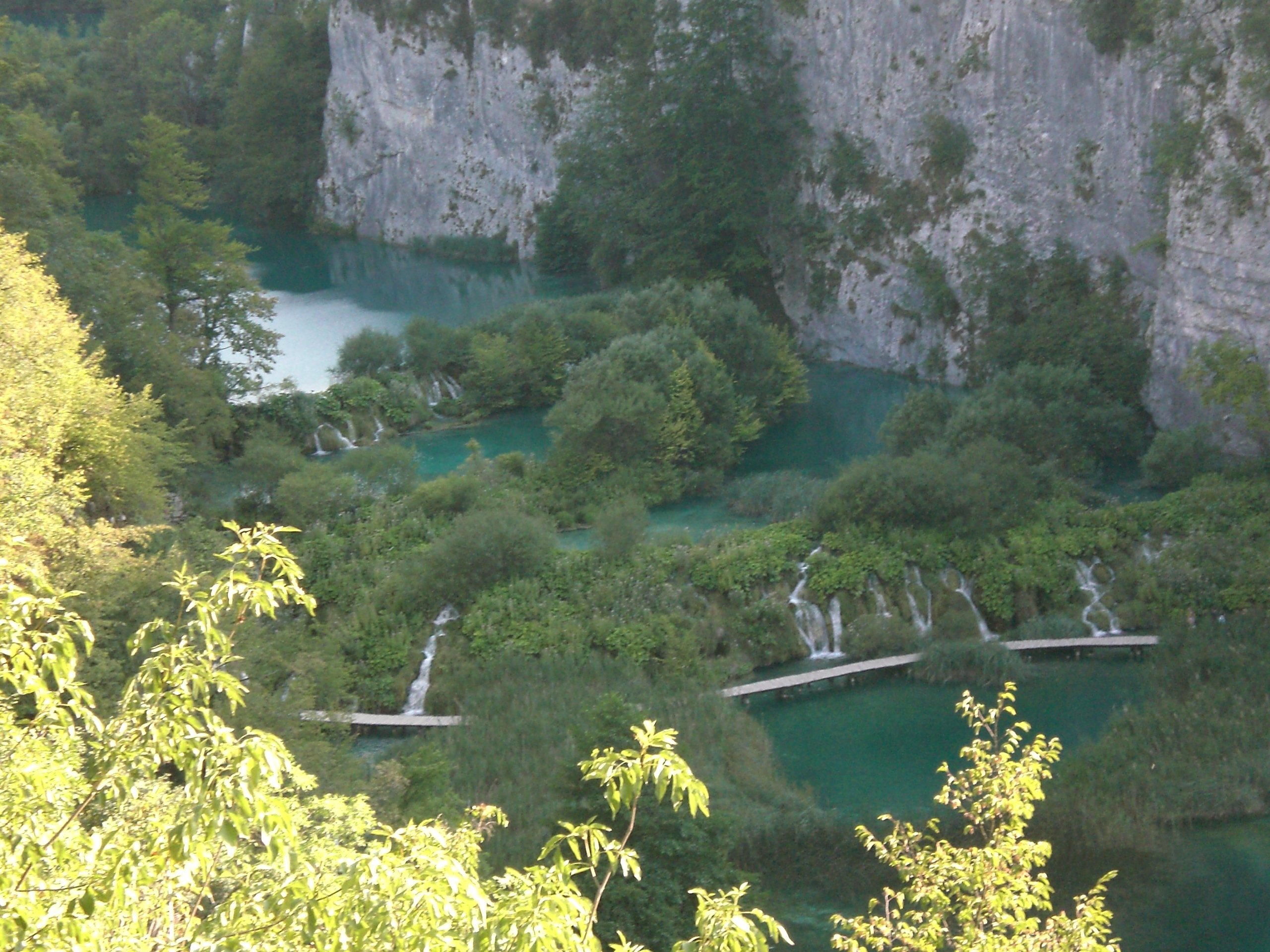
Pfad und Kaskaden

Die eigentlichen Phänomene der Plitvicer Seen begannen sich, im geologischen Zeitrahmen gesehen, relativ spät zu bilden. Für die sehr komplexen Prozesse der Kalklösung und Ablagerung sind gewisse klimatische Grundvoraussetzungen vonnöten. Diese bestehen erst seit Ende der Eiszeit vor 12.000–15.000 Jahren, was Radiokohlenstoffdatierungen des Travertins ergaben.
Abgesehen von Wetter- und Temperaturfaktoren sind Wassergüte wie auch natürliche Faktoren von entscheidender Bedeutung für die Entstehung der Naturphänomene, wie sie an den Plitvicer Seen vorherrschen. Die Karstflüsse lösen beim Durchfließen des Gesteins Kalk (Calcit) auf und reichern sich damit an. Der Calcit-Sättigungsgrad der Quellflüsse ist daher sehr hoch.
Die Löslichkeit des Kalkgesteins basiert auf der Kohlensäureverwitterung. Kohlensäure (H2CO3) bildet sich in der Natur etwa durch Lösung des in der Luft enthaltenen Kohlendioxids (CO2) im Regenwasser (H2O). Kalkstein oder Dolomit (CaMg(CO3)2) besteht hauptsächlich aus dem schwer wasserlöslichen Calcit (CaCO3). Calcit wird durch die Kohlensäure im Wasser aufgelöst und es entsteht Calciumhydrogencarbonat Ca(HCO3)2. Dies lässt sich anhand der folgenden Formeln veranschaulichen:
| {\displaystyle {\ce {H2O + CO2 <=> H2CO3 <=> H+ + HCO3- <=> 2 H+ + $\mathrm {CO_{3}^{2-}} $}}} |
| {\displaystyle {\ce {CaCO3 + H2CO3 -> Ca(HCO3)2}}}                                             |
| {\displaystyle {\ce {CaCO3 + H+ + HCO3- <=> $\mathrm {Ca^{2+}} $+ 2 HCO3- <=> Ca(HCO3)2}}}     |

Die Menge des in Wasser gelösten Calciumhydrogencarbonates (auch Kalzium-Bicarbonat genannt) hängt von der Menge des in Wasser gelösten Kohlendioxids ab. Allgemein gilt: Je kälter das Wasser, desto höher ist der Anteil an gelöstem Calciumhydrogencarbonat. Je nach Verwitterungsbedingungen wurden von Forschern Kalklösungsraten von 0,01 bis 4 Millimeter pro Jahr ermittelt. (Regenwasser kann etwa 1 m³ Karstgestein in 10.000 Jahren abtragen.)

### Sedimentierungsprozesse

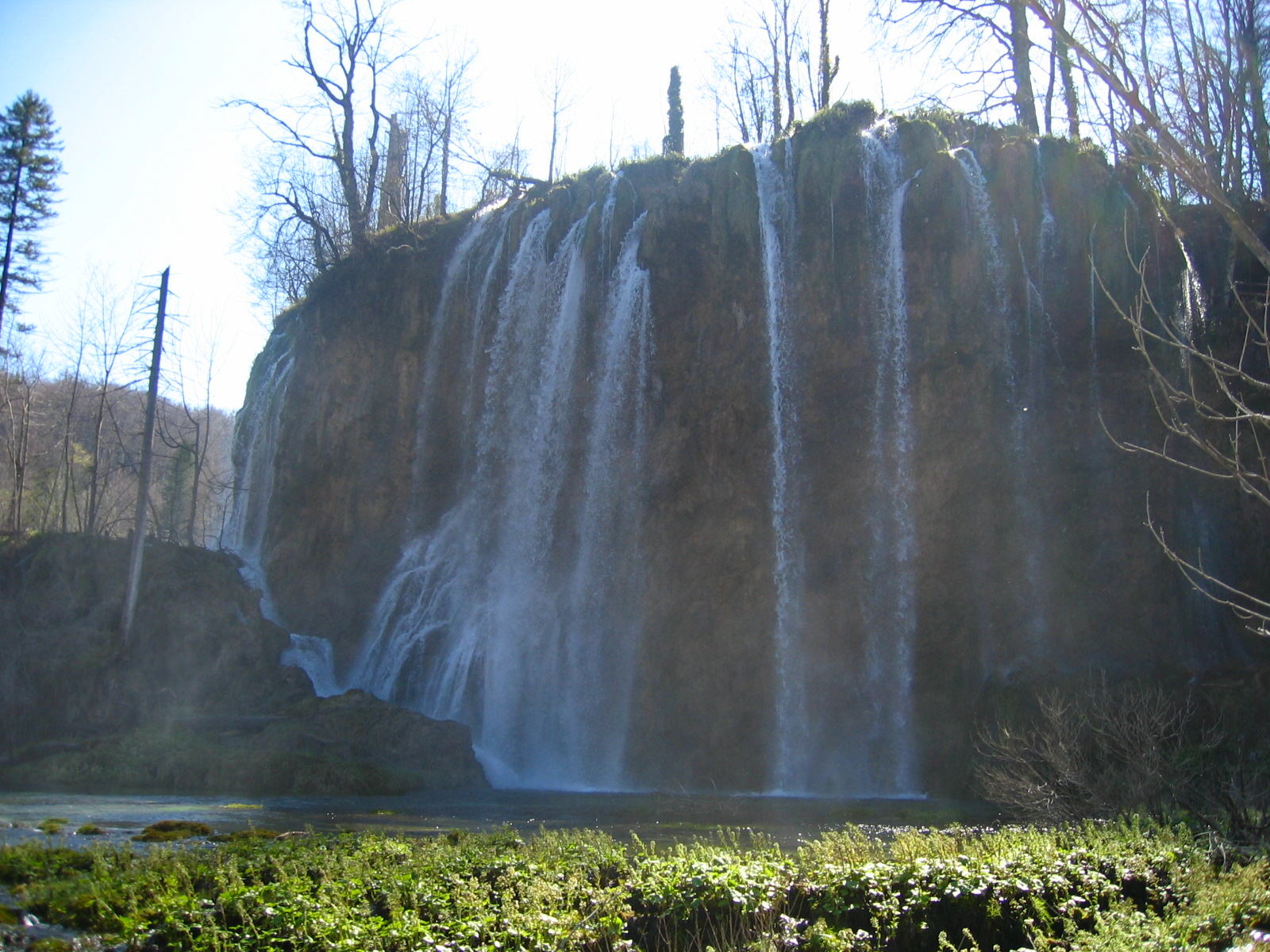
Der Wasserfall Galovački buk an den oberen Seen

Die zuvor erwähnten mechanischen und chemischen Lösungsprozesse sind ein weit-auftretendes Naturphänomen. Für die Plitvicer Seen charakteristisch ist jedoch, dass sich der im Wasser gebundene Kalk an bestimmten Stellen abzulagern beginnt, und auch dies nur in einem gewissen Bereich. Im Unterschied zu anderen ähnlichen Phänomenen in der Welt findet die Kalkablagerung und Travertinbildung an den Plitvicer Seen entlang einer bestimmten Fließrichtung und in vielfältiger Ausprägung statt (unter anderem fluviatile Sedimentierung).
Eine weltweite Besonderheit sind die natürlichen und hier besonders die pflanzlichen Einflussfaktoren. Das rauschende Flusswasser bildet beim Überfließen von natürlichen Schwellen stets neue Barrieren, die das Wasser auf mehreren, mit Wasserfällen verbundenen Ebenen zunächst verlangsamen und letztlich aufstauen. Es kommt zu einer Wechselwirkung zwischen Wasser, Luft, Gestein und der Vegetation. Die bei den Barrieren aufgewühlten Wassermassen schaffen immer imposantere Wasserfälle, die in die Höhe wachsen.
Etwa 30 Kilometer nördlich der Seen bildeten sich am Zusammenfluss der Flüsse Korana und Slunjčica inmitten der Kleinstadt Slunj sehr ähnliche Phänomene wie an den Plitvicer Seen. Der Ortsteil Rastoke wird daher auch als „die kleinen Plitvicer Seen“ bezeichnet.

#### Grundvoraussetzungen für die Sedimentbildung

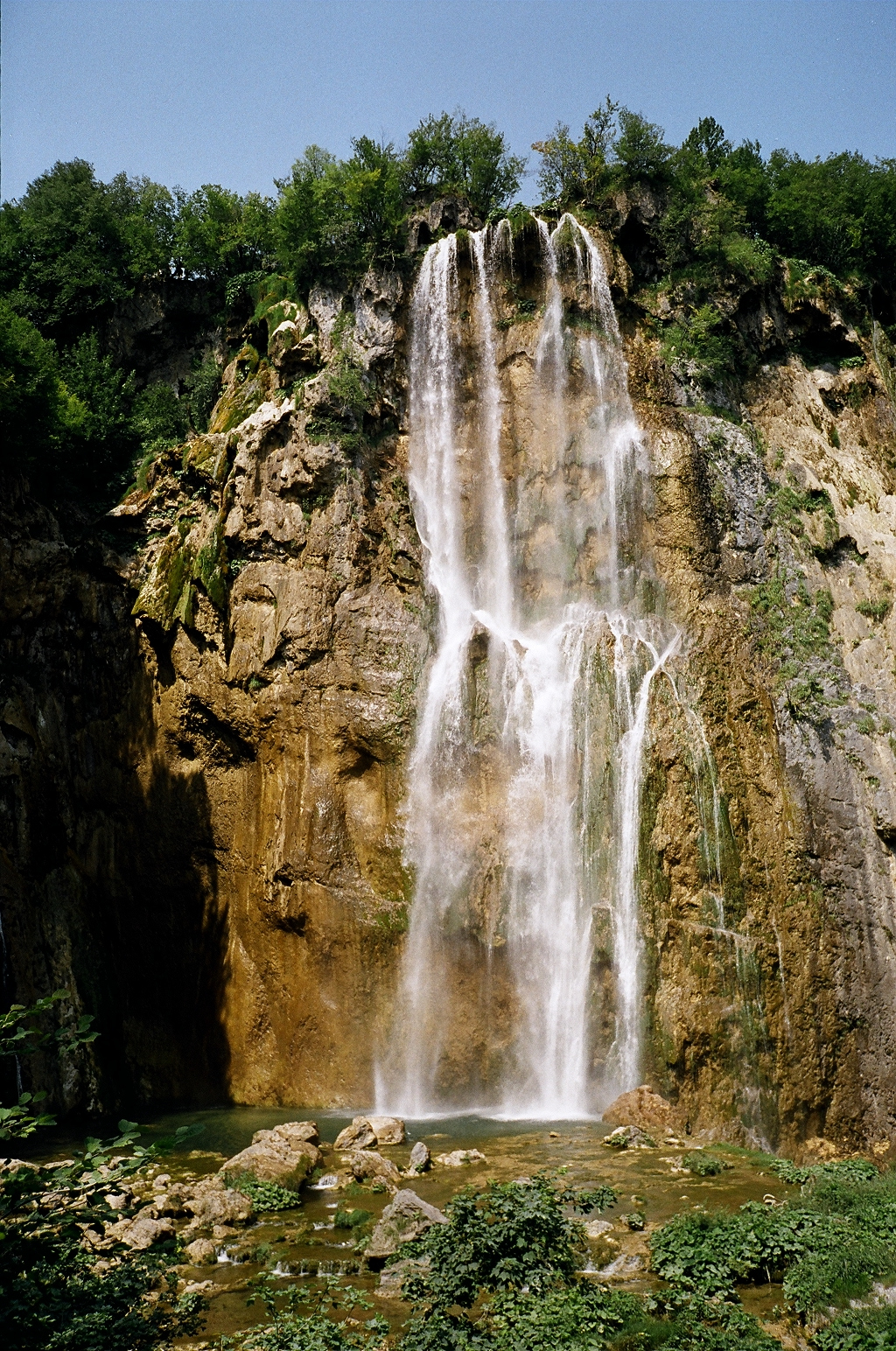
Der große Wasserfall (78 m). Der Fluss Plitvica stürzt hier in die unteren Seen.

Auffälligstes Merkmal für kontinuierliche Sedimentierungsvorgänge im Bereich der Plitvicer Seen sind Messungen des Kohlendioxid-Anteils des Wassers. Er ist an den Quellen etwa zwanzigmal höher als jener in der Atmosphäre. Der Kohlendioxid-Anteil sinkt mit zunehmendem Verlauf. Der Fluss Plitvica verliert über den gesamten Flussverlauf sogar bis zu 97 % seines ursprünglichen Kohlendioxid-Anteils.
Zur Ausfällung der Kalkanteile des Wassers kommt es nur unter bestimmten Temperaturbedingungen (erst ab 14 °C), durch Wassererwärmung und Verdunstung oder durch einen anderweitigen Kohlendioxid-Verlust, zum Beispiel unter Mitwirkung von Wasserpflanzen oder Moosen. Da der Sedimentierungsprozess nur bei warmem, feuchtem Klima stattfinden kann, treten derartige Phänomene erst seit Ende der Eiszeit auf. Seitdem bildete sich auf dem bestehenden Untergrund eine Schicht aus verhärtetem Kalktuff, auch Travertin genannt.
Der Bereich eines Flusses, in dem es zur Travertinbildung kommt, nennt sich Präzipitationsbereich oder Fällungsbereich. Die Korana, von ihren Quellflüssen gerechnet, bildet beispielsweise nur entlang der ersten 10 bis 15 Kilometer Travertin, auch wenn die Bedingungen hinsichtlich der pH-Werte günstig wären. Im See Kozjak wurde eine konstante jährliche Sedimentierung des Untergrundes von 0,8 Millimeter über die letzten 3000 Jahre hinweg festgestellt. Barrieren können jährlich um 13,5 Millimeter an Höhe gewinnen. Die Travertinbildungsprozesse übertreffen somit die Erosionsvorgänge, die die empfindlichen Seebarrieren zerstören würden. Man schätzt das Alter des Travertins am Seeuntergrund und an den Barrieren auf etwa 6000 bis 7000 Jahre. Eine Analyse der älteren Barrieren deutet auf deren Entstehung vor etwa 90.000 bis 130.000 Jahren während der Eem-Warmzeit (Riß/Würm-Interglazial) im Pleistozän hin.
Zur Kalkausfällung kommt es jedoch nicht unmittelbar an den Quellen der Zuflüsse der Plitvicer Seen. Damit das Wasser kohlensauren Kalk (Calciumcarbonat) ausfällt, muss das Wasser einen gewissen Sättigungsgrad an Mineralien erreichen. An den Quellen beträgt der Sättigungsgrad etwa 1. Zur Ausfällung von Calciumcarbonat muss der Sättigungsgrad 3 übersteigen. Zugleich muss der pH-Wert des Wassers über 8,0 liegen (leicht basisch).

#### Schwellen werden zu Barrieren

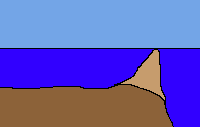
Querschnitt einer Barriere

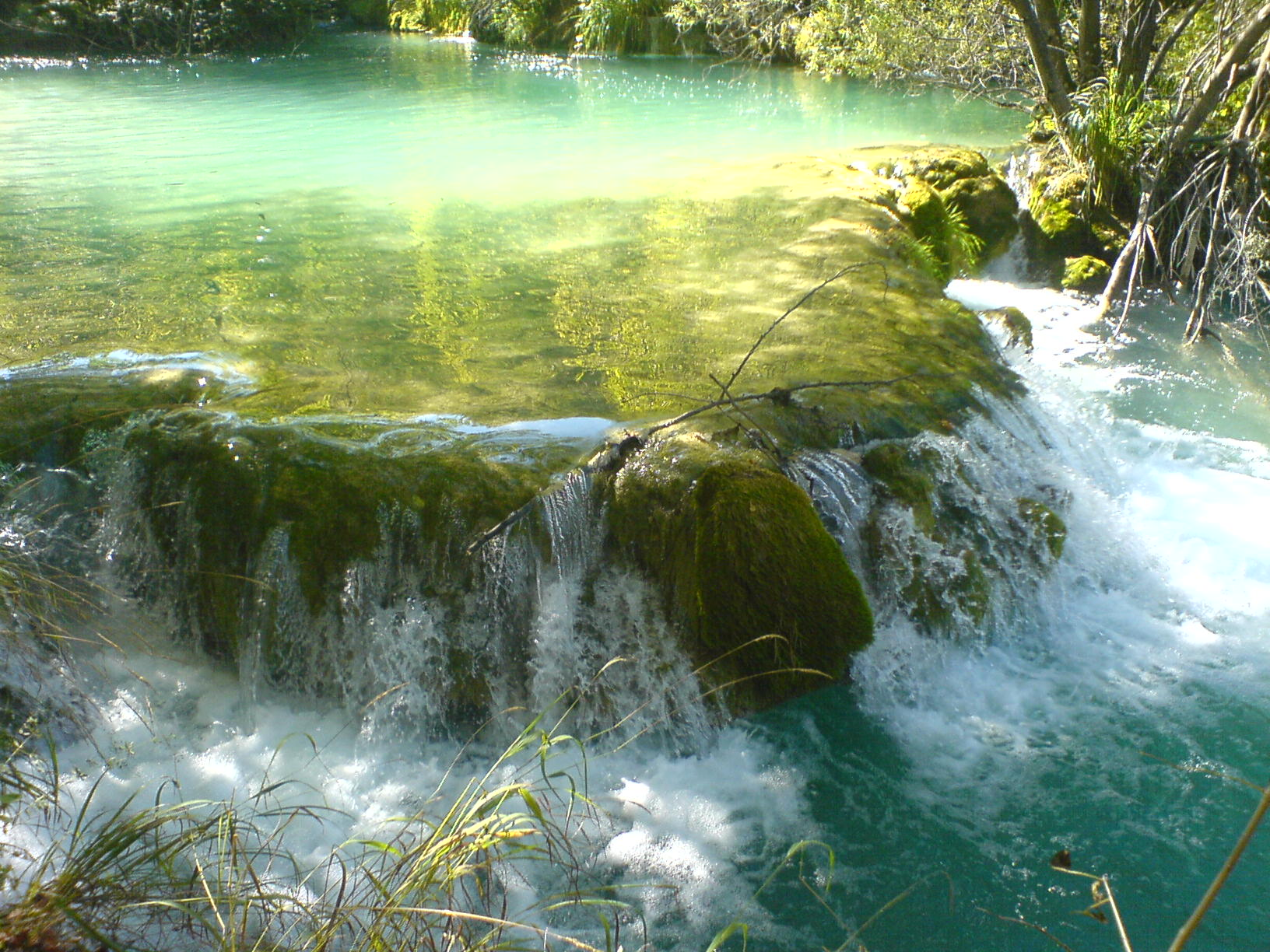
Kleine Stufen sind über den ganzen Flussverlauf verteilt. Hier die sogenannten Wasserfälle der Milka Trnina.

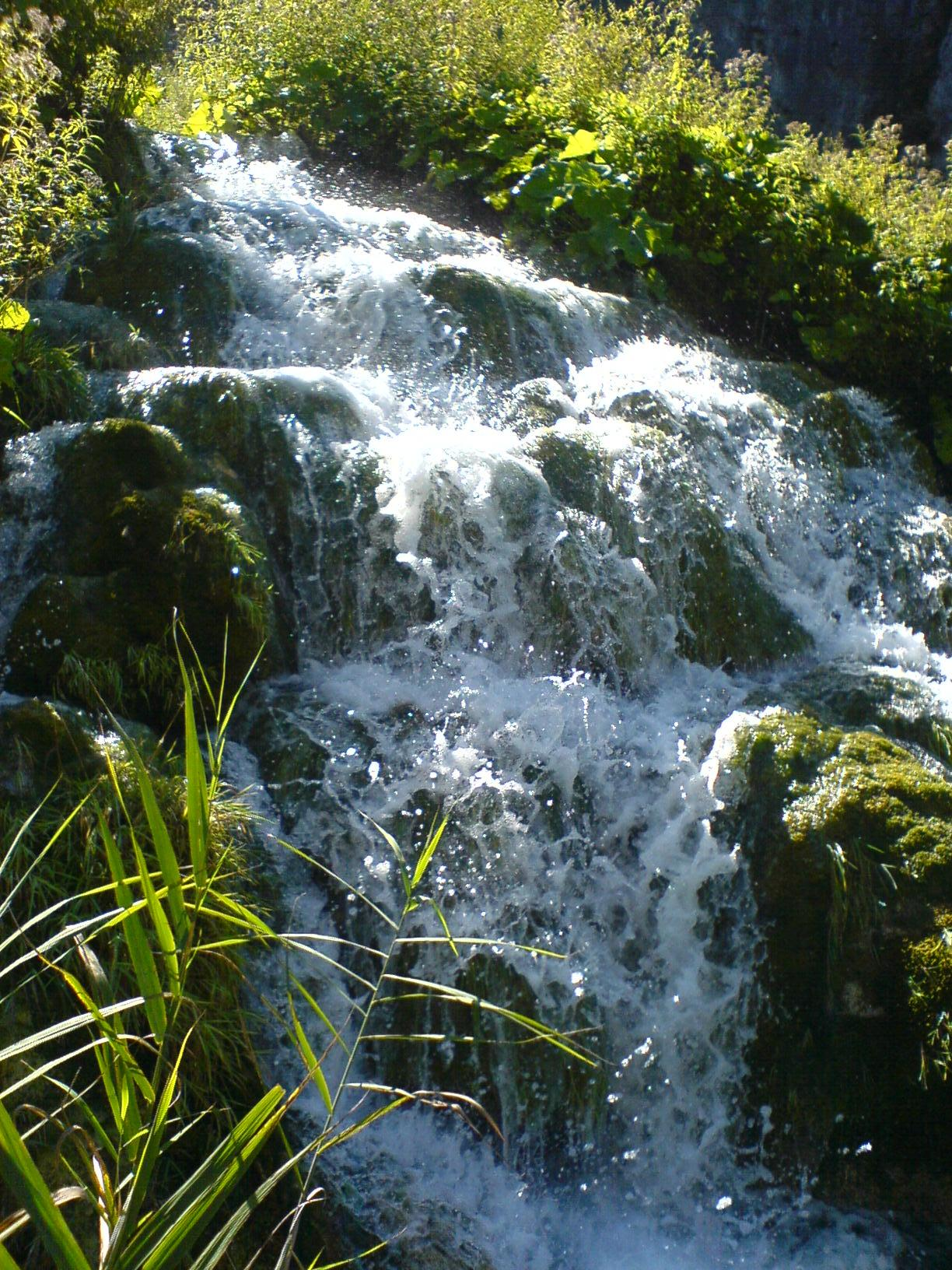
Kleinere Kaskaden

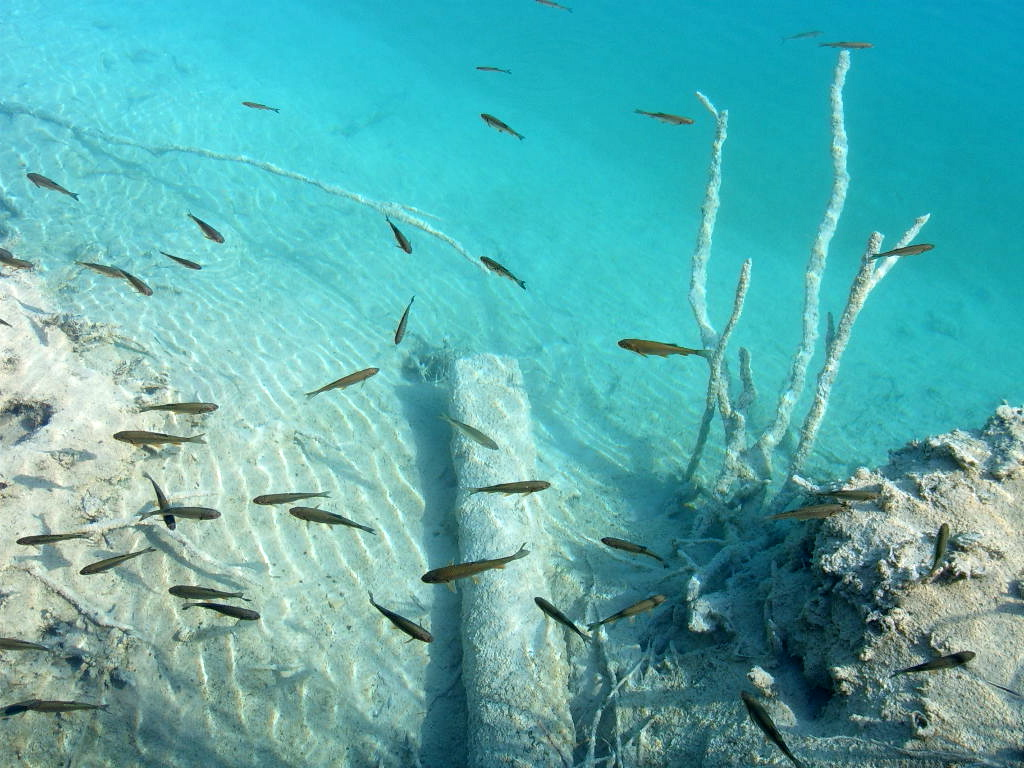
Fische im glasklaren Wasser

Zur Bildung von Travertinbarrieren kommt es dadurch, dass kalkreiches Wasser in dünnen Schichten über eine Unterlage fließt und aufgewirbelt wird. Es bildet somit eine große Oberfläche und gibt dadurch vermehrt Kohlendioxid (CO2) ab, was zur Kalkausfällung führt. Kleine Kristalle wachsen auf den jeweiligen Untergründen auf und es entsteht Kalksinter (CaCO3). Vor allem an den reichlich vorhandenen Moosen entstehen Barrieren. Dabei bilden sich Absätze aus Kalktuff und Travertin.
Im Laufe der Zeit können durch wachsende Barrieren und ansteigende Wasserpegel ältere Barrieren überschwemmt werden. Noch vor etwa 400 Jahren trennte eine ältere Barriere den See Kozjak in zwei Hälften. Diese Barriere befindet sich heute ziemlich in der Mitte des Sees, etwa fünf Meter unter der Seeoberfläche.

#### Einfluss von Pflanzen
In der einzigartigen Seenlandschaft der Plitvicer Seen spielen Moose, Algen und Wasserpflanzen eine bedeutende Rolle im Entstehungsprozess von Kalktuffbarrieren. Diese tragen zur besonderen Biodynamik an den Barrieren bei.
Bis Anfang des 21. Jahrhunderts vermutete man, dass dem Wasser von den Pflanzen Kohlendioxid für die Photosynthese entnommen wird und diese im Gegenzug Sauerstoff freigeben, was zur Spaltung und Ablagerung von Hydrogencarbonat führen soll (Phytogenese). Federführend bei diesen Forschungen war Ivo Pevalek. Ihm gebührt auch die Ehre, dass die Plitvicer Seen letztendlich unter Schutz gestellt wurden. Neuere Forschungsergebnisse ergaben, dass Pflanzen nicht hauptsächlich für die Ausfällung von Calcit aus dem Fließwasser verantwortlich sind, sie wirken jedoch indirekt an den Karbonatablagerungen mit. Ausschlaggebend ist vielmehr die Verlangsamung, Durchlüftung und Zerstäubung des Wassers. Moose sind lediglich ein Substrat, also eine Unterlage für die Sedimentation.
Die Photosyntheseaktivität von Algen oder Moosen in Zusammenwirkung mit dem Wasser kann aber auf Grund des Verbrauchs an Kohlendioxid begünstigend auf die Kristallisation der Ablagerungen wirken. Dafür zeichnen sich insbesondere Millionen von mikroskopisch-kleinen Bakterien und Algen aus, die auf derartigen Pflanzen gedeihen. Sie sondern Schleim ab, an dessen Oberfläche sich Kristalle festsetzen. Die bedeutendsten dieser Pflanzen sind Moose der Gattung Cratoneuron commutatum und Bryum pseudotriquetrum, nebst denen weitere Moose der Gattungen Eucladium und Philonotis an den Plitvicer Seen auffindbar sind. Man kann dies sehr deutlich daran sehen, dass die jungen Triebe noch weich und grün sind, während ältere Pflanzen eine gelbliche Farbe aufweisen und mit einer festen, jedoch zerbrechlichen Schicht überzogen sind. Die Moose fördern nicht nur die Entstehung von Kalktuff-Barrieren, sie werden sogar Teil dieser Barrieren, indem sie von stets neueren Schichten überdeckt werden. Alte Kalkablagerungen sind voll von versteinerten Algen oder Moosen. Man nennt diese für die Plitvicer Seen typische Art des Kalktuffs phytogenen Kalktuff.

#### Störende Einflüsse für die Travertinbildung
So sehr Pflanzen entscheidenden Einfluss auf die Travertinbildung ausüben, so hat eine allzu hohe Konzentration von organischen Stoffen im Wasser einen hemmenden Einfluss darauf. Zu starker Bewuchs der Barrieren (dieser wird seit einiger Zeit systematisch entfernt) wirkt der Ausfällung von Mineralien entgegen. Entscheidend für die Travertinbildung ist vornehmlich die Reinheit des Wassers. Das Wasser der Zuflüsse zu den Plitvicer Seen ist, wasseranalytisch gesehen, ausgesprochen rein. So übersteigt der gelöste organisch-gebundene Kohlenstoffwert (DOC) des Wassers zu Beginn der oberen Seen kaum 2,5 mg/L. Die Werte an den unteren Seen weisen höhere organische Konzentrationen auf (5,15 mg/L). Andere kroatische Karstflüsse weisen in der Nähe ihrer Austrittsstellen ähnlich niedrige Messwerte auf.
Der ungelenkte Tourismus im 20. Jahrhundert und die Verschmutzung durch Abwässer der Hotels oder der Landwirtschaft in der näheren Umgebung hinterließen schädliche Spuren. Dies führte zu einer zunehmenden Eutrophierung der Seen (einer erhöhten Konzentration von organischen Stoffen im Wasser). Der Schutz dieses sehr empfindlichen Gebiets vor allzu großen Einflüssen des Menschen zur Ermöglichung der ungestörten und nachhaltigen Travertinbildung ist daher von immenser Bedeutung. Seit 2006 herrscht striktes Badeverbot an den Seen. Bis dahin war das Baden am Kozjak-See gestattet.

#### Unterscheidung von Gesteinsarten
| Rauhwacke | Poröses und durch äußere Einflüsse, beispielsweise Regenwasser, angegriffenes Gestein (Kalkstein oder Dolomit), das dadurch ein brekzienartiges Gefüge besitzt. Die Hohlräume sind überwiegend eckige Räume und enthalten lockeres Material.   |
| Kalktuff  | Ausfällung von Karbonatmineralen aus dem Wasser, die so zu einem besonders lockeren Sinterkalk führen. Sie scheiden sich meist an Moosen oder am Untergrund der Seen ab. Ablagerungen entstehen durch jahrhundertealte Sedimentationsprozesse. |
| Travertin | Lagiges oder massiges Gestein aus calcitischen bzw. aragonitischen Ausfällungen, meist schon ältere Strukturen. Das mitunter partiell poröse Gestein bildet jedoch weitgehend kompakte Ablagerungen.                                           |

## Flora und Fauna

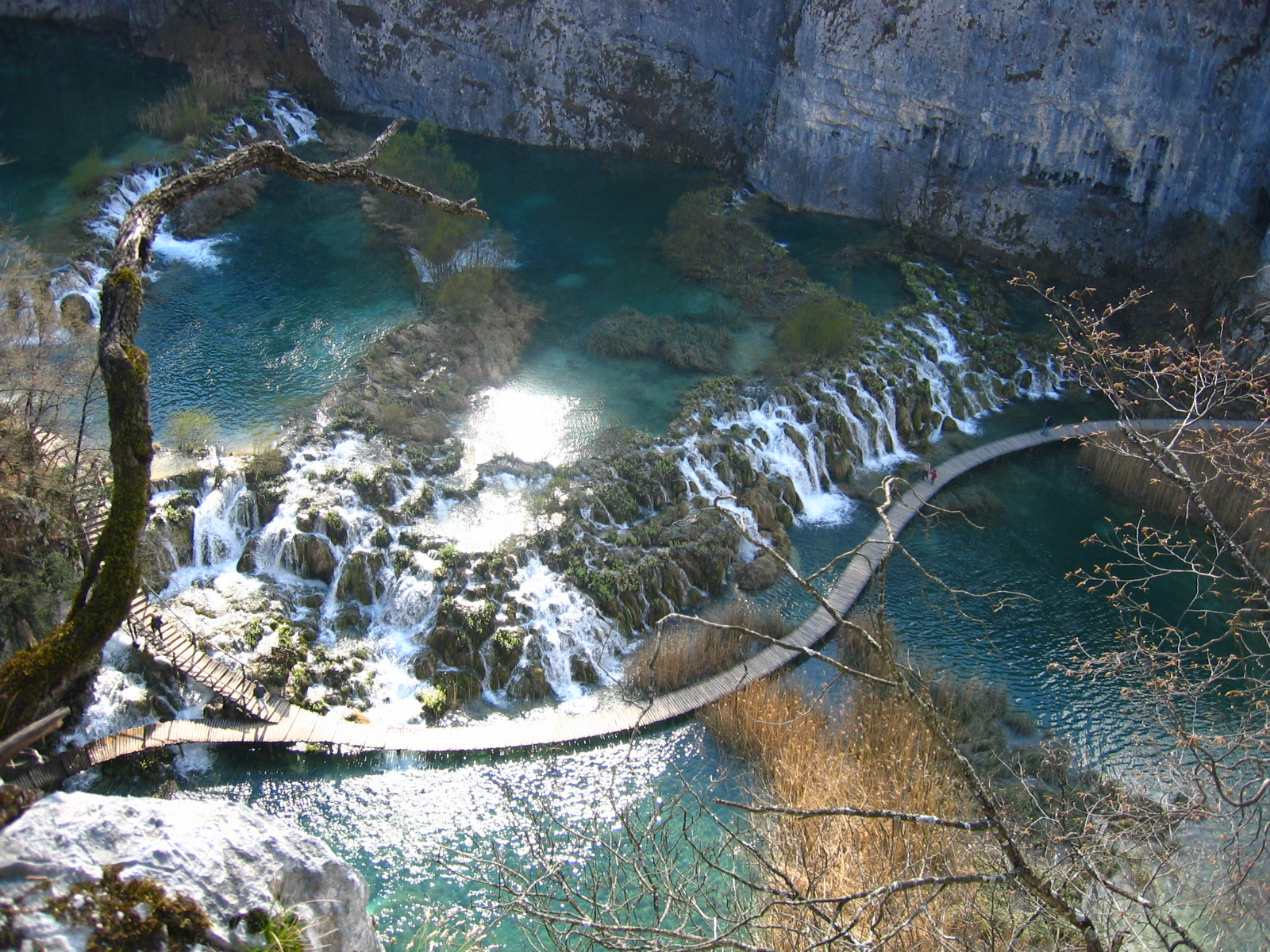
Barriere zwischen den Seen Gavanovac und Kaluđerovac

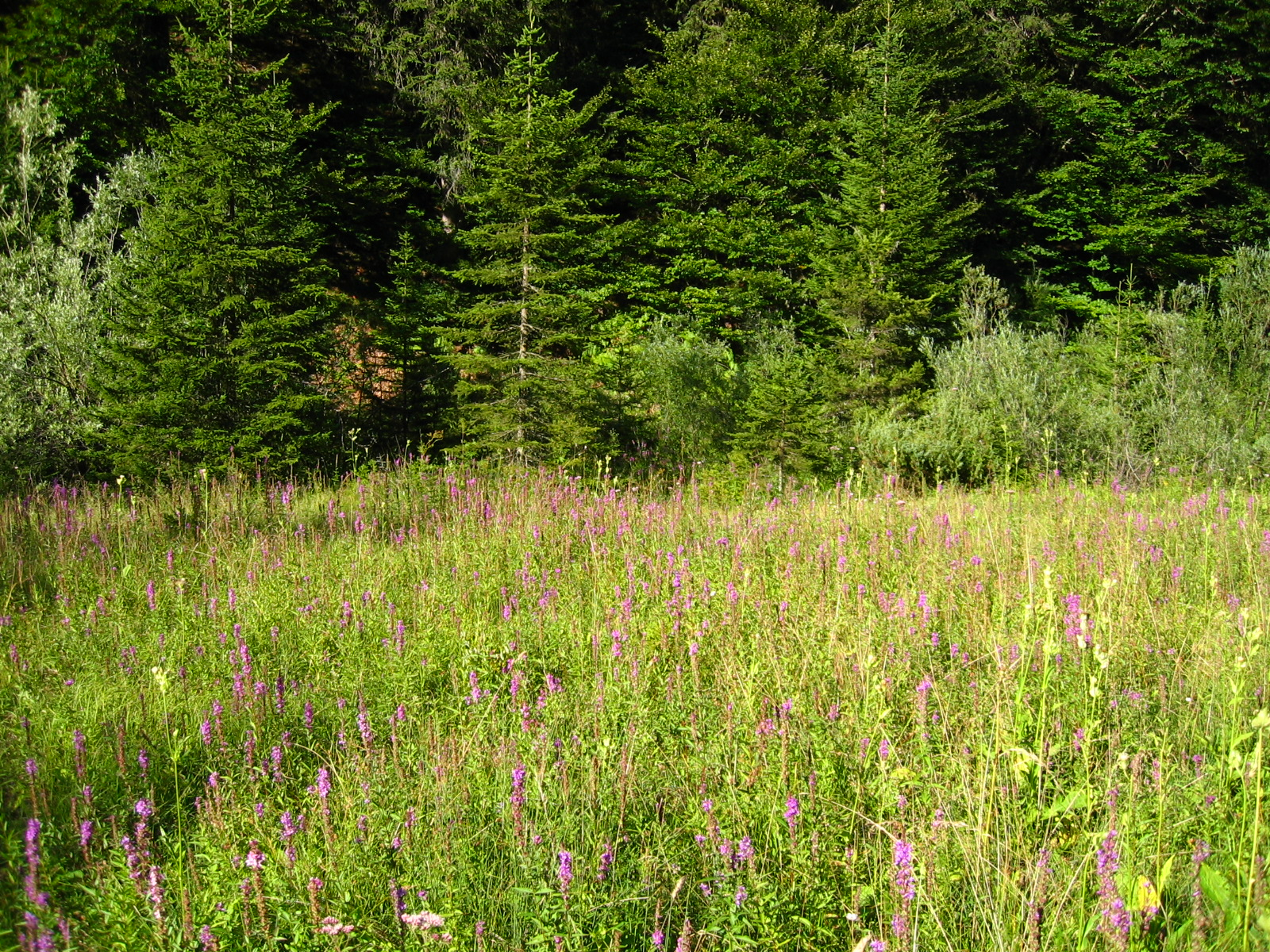
Auf den Wiesenflächen tummeln sich Bienen, Libellen und zahlreiche Insektenarten

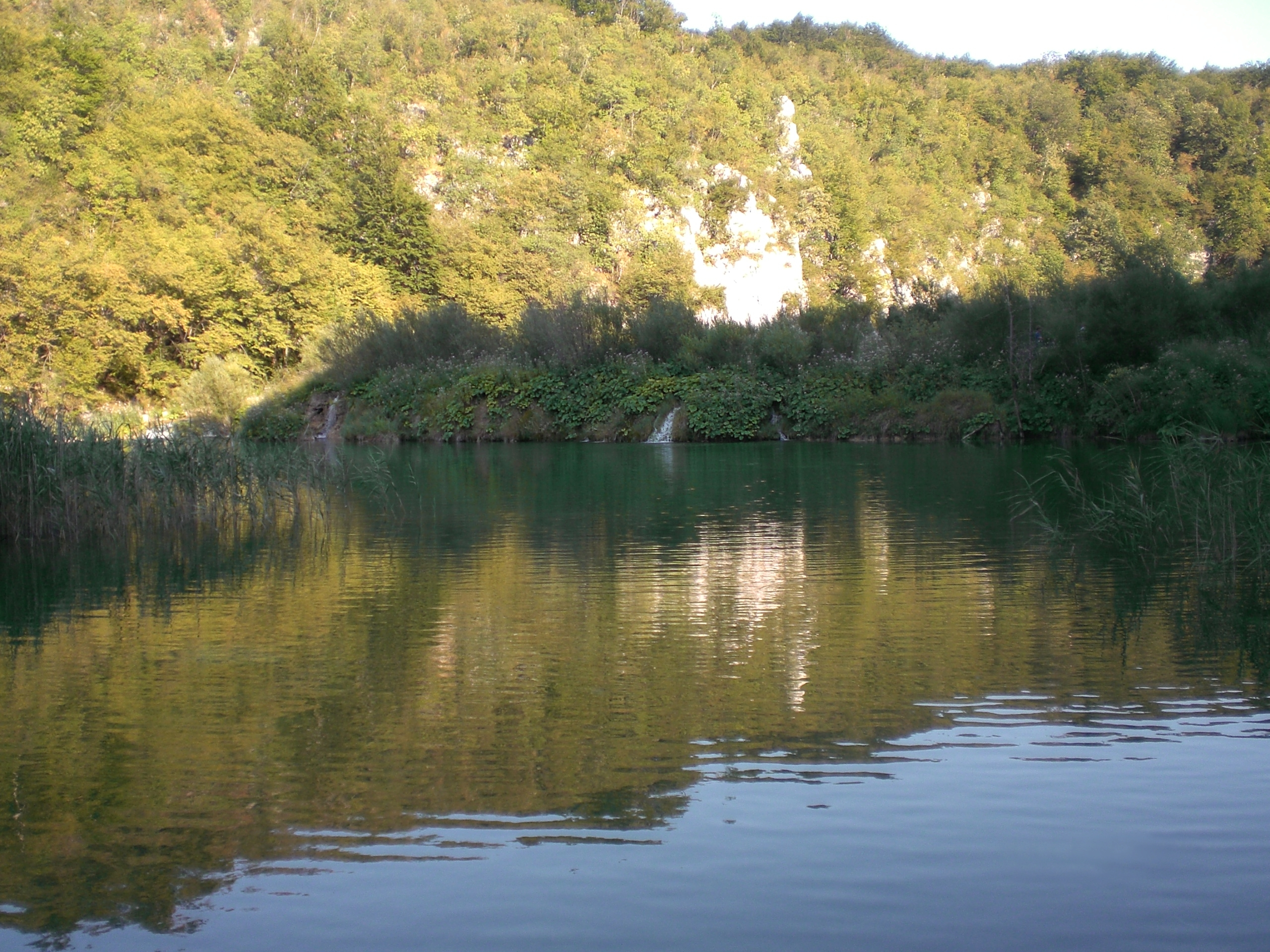
Bewachsene Barrieren

Das Gebiet der Plitvicer Seen gilt hinsichtlich der vorkommenden Pflanzen- und Tierwelt als eines der biologisch bedeutsamsten Gebiete Kroatiens. Dies liegt einerseits an den klimatischen Bedingungen und andererseits an der Lage des Gebietes, da sich die Seen weit weg von verschmutzten und lärmbelasteten Großstädten oder Industrieanlagen befinden. Aufgrund der geringen industriellen Entwicklung der Region und der frühen Schutzmaßnahmen konnte eine nahezu unberührte Naturlandschaft erhalten werden. In den teilweise urwaldähnlichen Buchen- und Tannenwäldern haben zahlreiche andernorts seltene Tierarten, wie zum Beispiel der Braunbär, überlebt. Auf den Plitvicer Seen existieren weiterhin alle Tierarten, die bereits vor dem Auftreten des Menschen dort beheimatet waren. Dies ist weltweit ausgesprochen selten.
Tabelle der Biodiversität im Nationalpark (Stand 2012):
| Schmetterlingsarten     | 272  |
| Köcherfliegenarten      | 80   |
| Fischarten              | 7    |
| Krebstierarten          | 2    |
| Amphibienarten          | 12   |
| Reptilienarten          | 13   |
| Fledermausarten         | 21   |
| Vogelarten              | 162  |
| Säugetierarten          | 50   |
| Gefäßpflanzarten gesamt | 1400 |
| Orchideenarten          | 55   |

### Flora

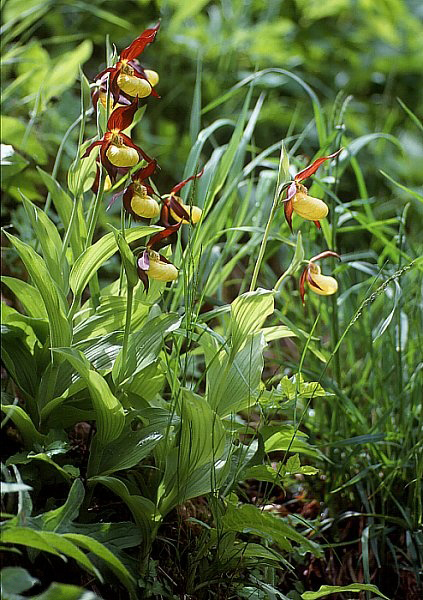
Der Gelbe Frauenschuh (Cypripedium calceolus).
(Symbolfoto)

Wissenschaftliche Untersuchungen der Pflanzenwelt führten zu einer Auflistung von insgesamt 1267 unterschiedlichen Pflanzenarten aus 109 Gattungen. 75 von den im Park vorkommenden Pflanzenarten sind endemisch, das heißt, sie wurden zuerst in diesem Raum oder unweit davon entfernt beschrieben und klassifiziert. Eine Vielzahl dieser Arten sind gesetzlich geschützt. Im Nationalpark gibt es 55 unterschiedliche Orchideenarten.
Zu den endemischen Pflanzenarten, die im Nationalpark vorkommen, zählen beispielsweise:
| Schmalblättrige Krugglocke (Edraianthus tenuifolius) | Ranunculus thora, eine Hahnenfuß-Art |
| Amethyst-Blaustern (Scilla litardierei)              |                                      |

Andere seltene Pflanzenarten sind:
| Gelber Frauenschuh (Cypripedium calceolus) | Sibirischer Goldkolben (Ligularia sibirica) |
| Gemeines Fettkraut (Pinguicula vulgaris)   | Große Telekie (Telekia speciosa)            |
| Lorbeer-Seidelbast (Daphne laureola)       |                                             |

Dem Besucher bietet sich angesichts der Artenvielfalt zu jeder Jahreszeit ein sehr abwechslungsreiches Farbenspiel.
Das Nationalparkgebiet ist von dichten Wäldern umgeben. Insgesamt setzt sich die Nationalparkfläche von 29.842 Hektar aus 22.308 Hektar Wäldern (74,75 Prozent), 6.957 Hektar Wiesen (23,31 Prozent) in dörflichen Räumen und 217 Hektar (0,72 Prozent) Wasserflächen zusammen. Eine Besonderheit stellt Čorkova uvala, ein 79,50 Hektar großes Urwaldgebiet im Nordwesten des Parks dar. Die dortigen Buchen und Tannen erreichen ein Alter von bis zu 700 Jahren. 

### Fauna

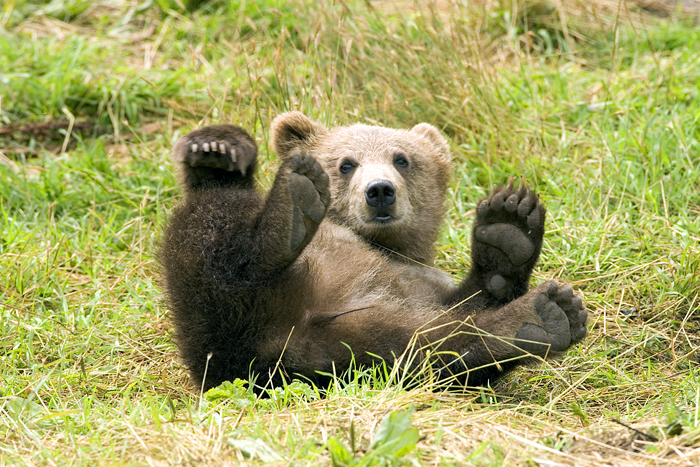
Braunbär
(Symbolfoto)

Das erweiterte Gebiet des Nationalparks ist eines der letzten Europas, in dem noch eine Vielzahl an wildlebenden Bären und Wölfen anzutreffen ist. Die reichhaltige Tierwelt der Plitvicer Seen äußert sich in den folgenden Zahlen: Insgesamt kommen im Nationalpark etwa 50 Säugetierarten vor. Derzeit zählen die Forscher 321 unterschiedliche Schmetterlingsarten, von denen 76 zu den Tagfaltern und 245 zu den Nachtfaltern gehören. Wissenschaftler schätzen, dass bislang lediglich 40–50 Prozent der gesamten Schmetterlingspopulation erfasst wurden. Bisher wurden 12 Amphibienarten, sowie einige wenige Reptilienarten entdeckt (beispielsweise die Waldeidechse (Lacerta vivipara), die Östliche Smaragdeidechse (Lacerta viridis), die Würfelnatter (Natrix tesselata), die Kreuzotter (Vipera berus), die Europäische Hornotter (Vipera ammodytes) und die Europäische Sumpfschildkröte (Emys orbicularis)).
Hinsichtlich der unterschiedlichen Vogelarten liegen die Plitvicer Seen an dritter Stelle der kroatischen Nationalparks. Man zählt bislang 157 Arten. Über 60 dieser Arten nisten auch im Nationalpark. Die Plitvicer Seen sind zudem Heimat ausgesprochen vieler Fledermausarten. Neuesten Forschungen zufolge existieren 20 verschiedene Fledermausarten, darunter auch die seltene Gattung der Langohrfledermäuse.
Die genaue Herkunft der unterschiedlichen Fischarten ist bislang noch nicht zur Gänze geklärt. Zu den Ureinwohnern der Seen zählen die Bachforelle (Salmo trutta fario) und die Seeforelle (Salmo trutta lacustris). Die Bachforelle kommt an den oberen Seen vor. Die Seeforelle kommt vorwiegend im Kozjak vor. Diese heimischen Forellenarten entwickelten sich unabhängig voneinander in unterschiedlichen Lebensbedingungen in den einzelnen Seen.
Aufgrund des immer stärkeren Pflanzenbewuchses der Barrieren vermehren sich allochthone, das heißt, dem Ökosystem fremde Fischarten sehr rasch und gefährden somit die autochthonen Forellenarten. Außer den Forellen überwiegen kleinere Elritzen. Durch menschliche Einwirkung kam es zur Aussetzung von alpinen Saiblingen und der nordamerikanischen Regenbogenforelle. In letzter Zeit entdeckte man Döbel, auch Aitel genannt, und Rotfedern, deren Vorkommen wohl auf Klimaveränderungen zurückzuführen ist.
Die gefährdeten Flusskrebse kommen nun in immer größerer Zahl vor. Auch sehr seltene Grottenolme leben in den unterirdischen Karsthöhlen dieser Region.
Die Insekten- und Spinnentierfauna des Nationalparks ist bisher kaum untersucht.
Beispiele für einige seltene Tierarten, die im Nationalpark vorkommen:
| Luchs (Lynx lynx)                     | Braunbär (Ursus arctos)        |
| Wolf (Canis lupus)                    | Uhu (Bubo bubo)                |
| Europäischer Iltis (Mustela putorius) | Steinadler (Aquila chrysaetos) |
| Bergmolch (Triturus alpestris)        | Wasseramsel (Cinclus cinclus)  |
| Sumpfschildkröte (Emys orbicularis)   |                                |

## Geschichte
Im Unterschied zu anderen Schutzgebieten der Welt war das Gebiet der Plitvicer Seen im Laufe der Geschichte immer schon dem Einfluss des Menschen unterworfen. Sie stellen kein verlassenes oder abgeschiedenes Naturreservat dar, sondern befinden sich auch heute an einer wichtigen Verkehrsverbindung und lagen stets im Grenzgebiet zwischen der abendländischen und der orientalischen Kultur.

### Frühe Geschichte und Mittelalter

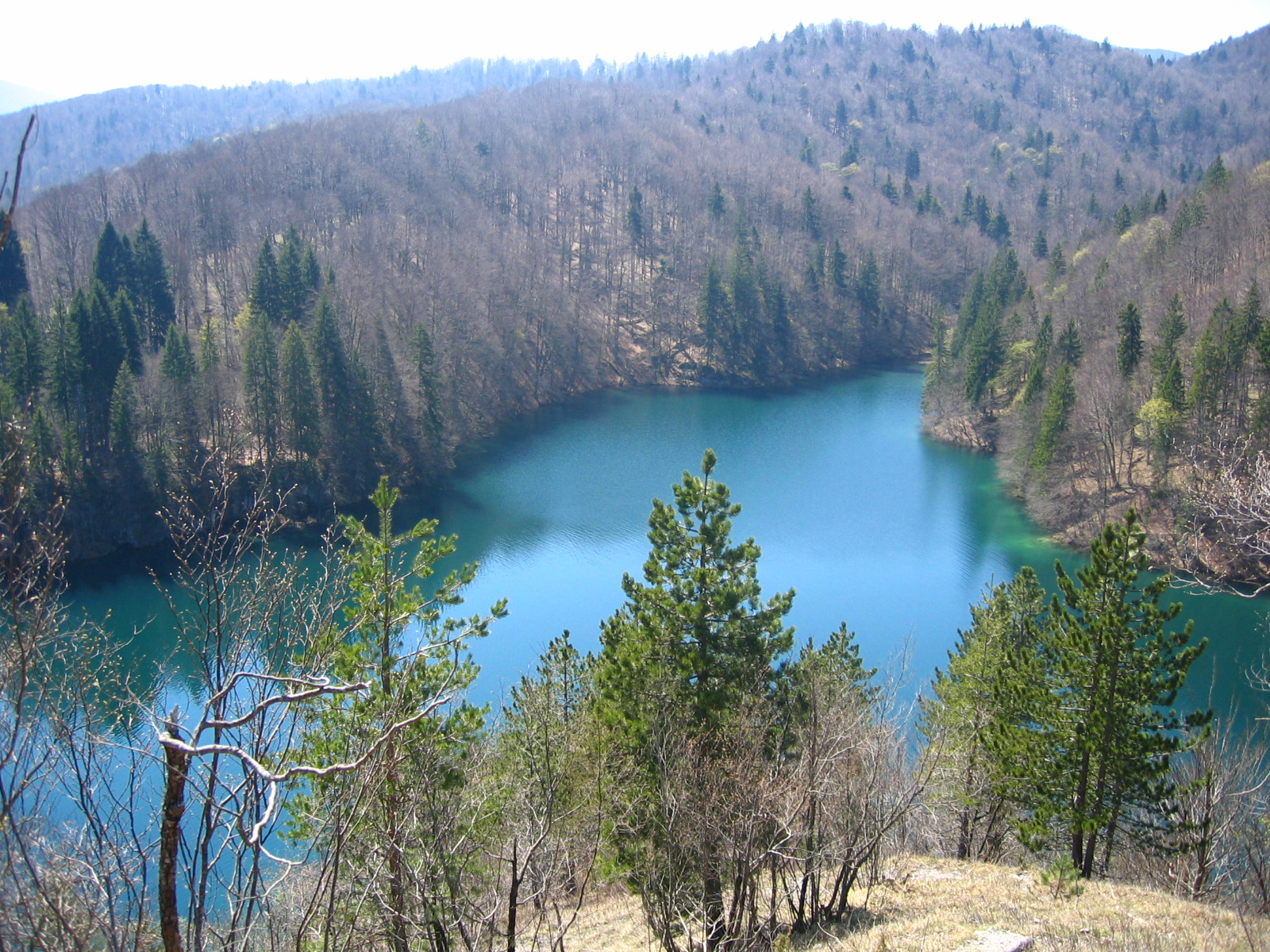
Gradinsko jezero

Einst wurde das Gebiet vom keltisch-illyrischen Volk der Iapoden besiedelt. Unter Caesar wurde das Gebiet als Provinz Illyricum in das Römische Reich eingegliedert. Die Gebiete der benachbarten Völker der Pannonier, Liburner und Dalmatier wurden zur Provinz Dalmatia vereinigt. Es folgte eine Herrschaftsperiode der Ostgoten. Nach der Schlacht am Nedao (454 n. Chr.) erhielten die Ostgoten einen Föderatenvertrag mit dem Römerreich. Im 6. Jahrhundert nach Christus siedelten sich die Awaren an, in deren Gefolge die Kroaten in diese Gegend kamen. Die Kroaten entledigten sich schließlich der Gewalt der Awaren und blieben in diesem Gebiet. Mongoleneinfälle waren im Mittelalter eine permanente Bedrohung.
Unter den Kroaten und besonders unter der Herrschaft der Adelsgeschlechter Zrinski und Frankopan kam es zu einem wirtschaftlichen Aufschwung in den umliegenden Gebieten. Auf den Fundamenten einer ehemaligen Japoden- und Römerfestung wurde direkt an den Seen ein Kloster erbaut, das vermutlich dem Orden der Pauliner oder auch der Templer gehörte. Noch heute zeugen alte Mauerreste von diesem Bauwerk (kroatisch: gradina). Die Fundamente bestanden aus Travertin.

### Türkenkriege und Habsburger

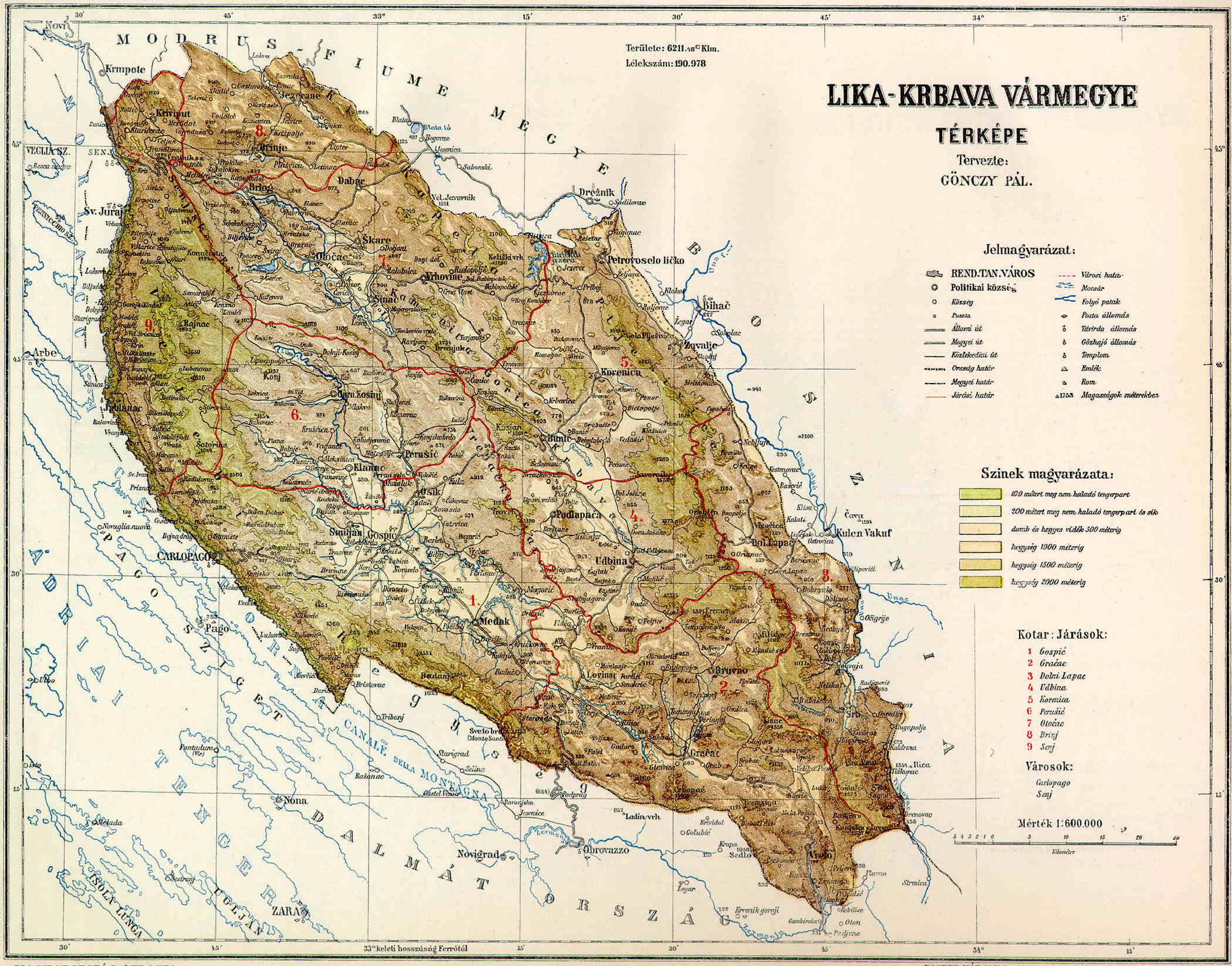
Landkarte der ehemaligen Gespanschaft Lika-Krbava

1493 kam es unweit der Plitvicer Seen zu einer entscheidenden Schlacht in der kroatischen Geschichte. Auf dem Krbava-Feld kam beinahe der gesamte kroatische Adel ums Leben. Die Osmanen rückten damals weit in den Westen vor, bis nach Kroatien und Ungarn. 1538 ließ der inzwischen zum König von Kroatien und Ungarn gewählte Habsburger Ferdinand I. eine Militärgrenze zum osmanischen Reich errichten. Die Gesetze in diesem militärischen Sondergebiet hatten über die Jahrhunderte prägenden Einfluss auf die dortige Bevölkerung. Es kam zu großen Flüchtlingsströmen aus den Grenzgebieten nach Westen. Die verlassenen Gebiete wurden auf kaiserliche Anordnung durch Flüchtlinge aus dem Osten, besonders Serben, besiedelt. Es war Aufgabe aller Grenzer, dieses Gebiet immerwährender Unruhe und schrecklicher Verwüstungen – weshalb es auch den Beinamen Garten des Teufels (hortus diabolus) bekam –, zu bewachen. Die Türken konnten mehrmals für kurze Zeit die Kontrolle über das Gebiet der Plitvicer Seen erlangen. 1788 fiel das Gebiet zurück an das Habsburgerreich.
1805 kam es erneut zu einem gravierenden Machtwechsel, der zu einem wirtschaftlichen Aufbruch führte. Dalmatien und die Lika gerieten unter die Gewalt Napoleons, der die Illyrischen Provinzen gründete. Nach 1814 unterstanden die Plitvicer Seen erneut dem Einfluss der Habsburger. Seit 1850 waren in der Militärgrenze ausschließlich Berufssoldaten tätig. Es begann gleichzeitig eine Zeit des nationalen Erwachens in Kroatien. 1871 wurde bei der Niederschlagung einer Revolte bei Rakovica, nördlich der Seen der kroatische Politiker Eugen Kvaternik getötet, der sich für Rechtsstaatlichkeit und die Befreiung von der österreichisch-ungarischen Vorherrschaft aussprach.

### Landwirtschaftliche Nutzung und Erholungsgebiet

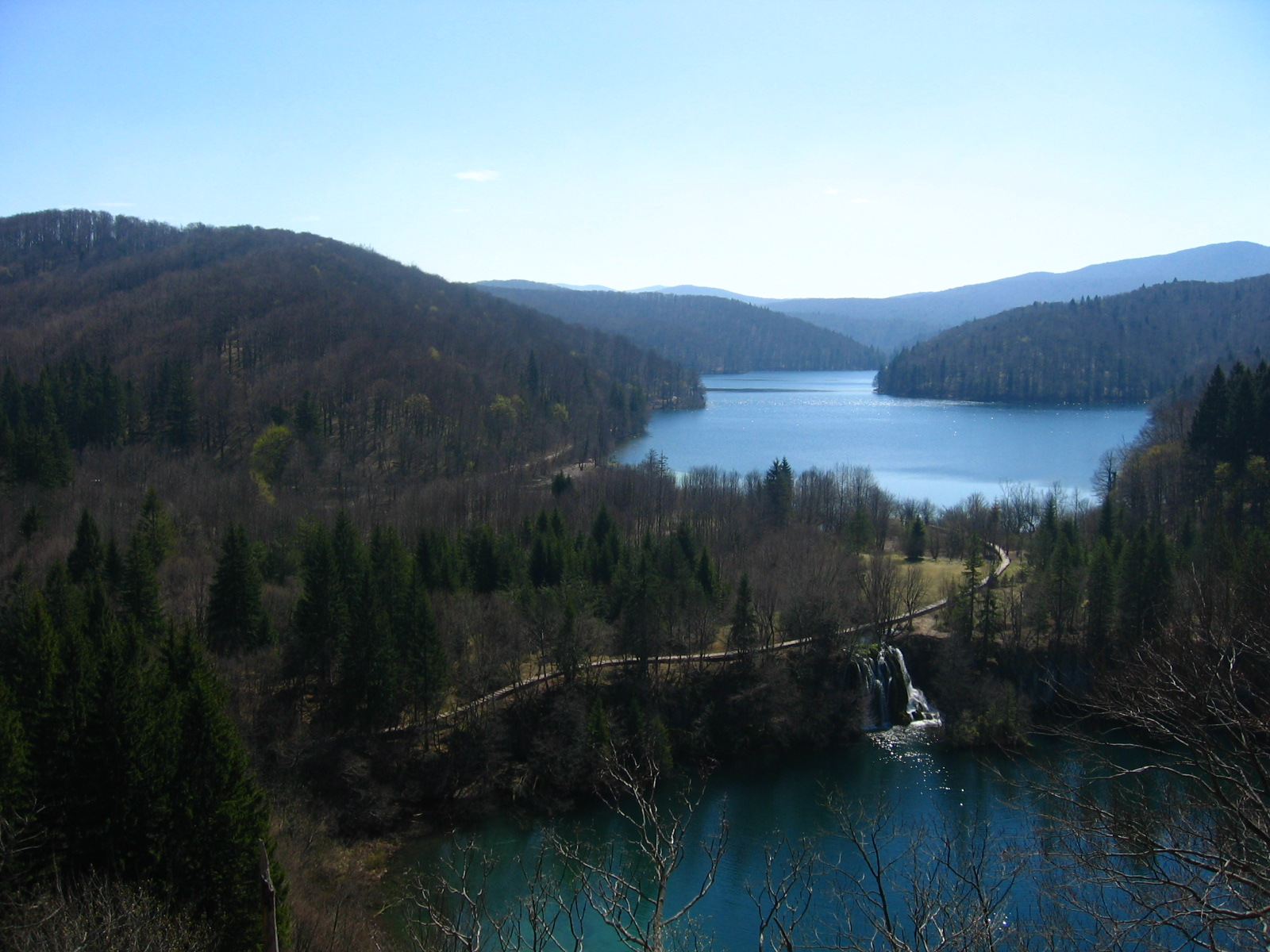
Prošćansko jezero

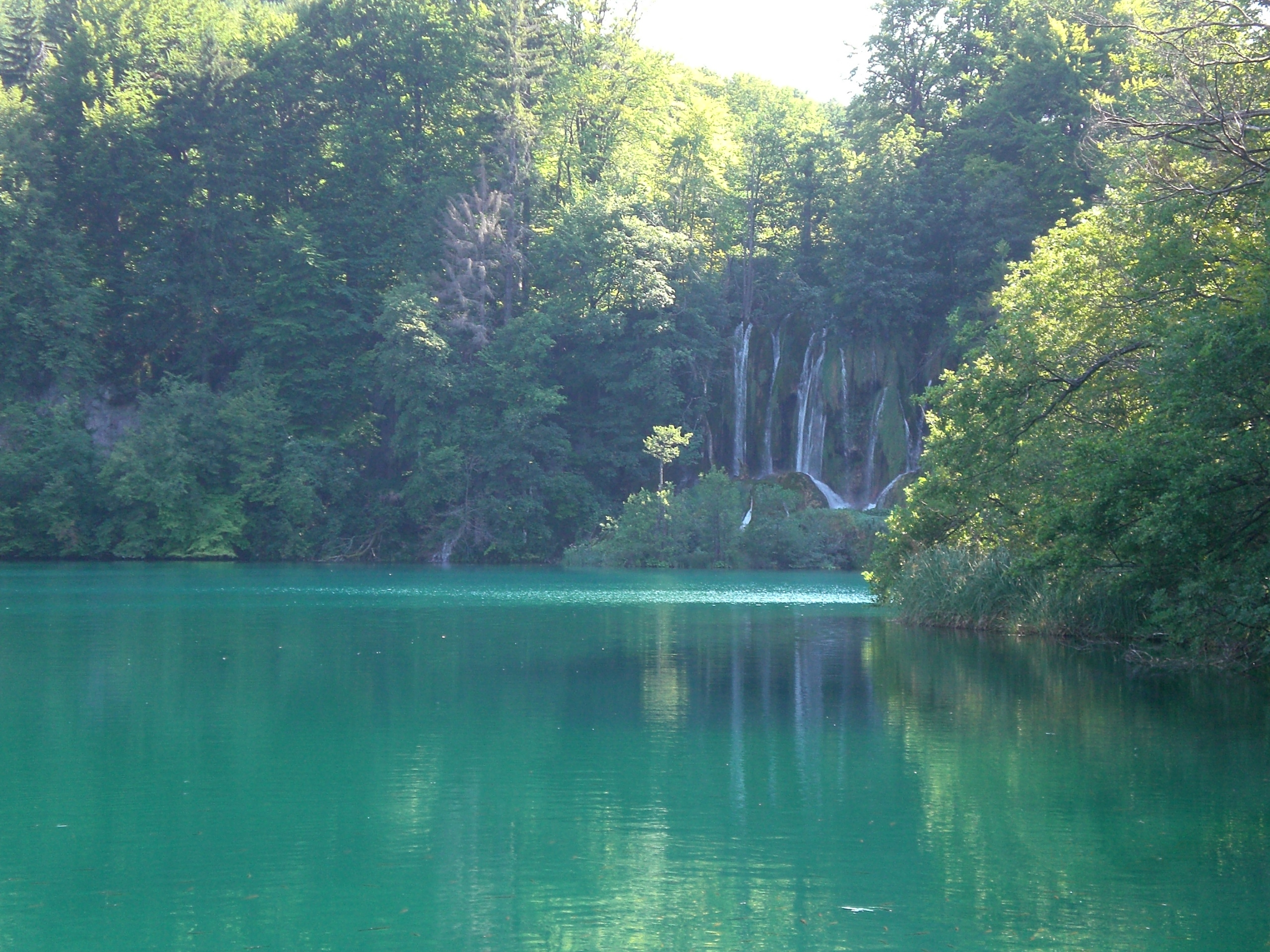
Kleinerer Wasserfall

Die Bevölkerung zeigte in früheren Jahren nur wenig Verständnis für die Naturwerte der Plitvicer Seen. Viel entscheidender war es für die Bauern, das tägliche Brot für sich zu sichern, mit teils einschneidenden Veränderungen an der Natur. So schütteten sie etwa kleinere Seen zu oder passten Flussverläufe dem Eigenbedarf an.
Bereits 1861 wurde bei Velika Poljana eine Unterkunft für Durchreisende errichtet. Die Bevölkerung nannte diese Unterkunft das „Kaiserhaus“, da in ihr kaiserliche Offiziere residierten. Für den Besuch von Kronprinzessin Stephanie von Belgien, der Gattin von Kronprinz Rudolf, 1888 wurden die Plitvicer Seen und ihre Umgebung erstmals in touristischem Sinne hergerichtet. Zwei Wege an den Plitvicer Seen tragen auch heute noch die Namen der Töchter von Kaiser Franz Josef: „Stephanies Weg“ (kroatisch Štefanijin put) und „Dorotheas Weg“ (kroatisch Dorotejin put).
1890 errichtete der Handelsmann Ante Devčić aus Senj ein erstes Hotel mit Gaststätte am Prošćansko jezero. Er übertrieb jedoch in großem Maße mit seinem Vorhaben und verursachte teils irreparable Zerstörungen an der Natur. Er ließ beispielsweise Kanäle über die Travertinbarrieren für sein Sägewerk errichten, die noch heute sichtbar sind. An derselben Stelle, die heute Labudovac genannt wird, errichtete später der tschechischstämmige Zagreber Gustav Janeček ein Gasthaus mit Unterkunft.
1893 wurde von Janeček die Gesellschaft für die Erhaltung der Plitvicer Seen gegründet (kroatisch Društvo za uređenje i poljepšanje Plitvičkih jezera), die sich nach all den negativen Einflüssen um den Naturschutz an den Seen kümmern sollte. Von der Gesellschaft wurde auch ein Hotel an den Seen errichtet.
Mitten in den Wirren des Ersten Weltkrieges beschloss das kroatische Parlament in Zagreb 1916 ein Gesetz zum Schutz der Plitvicer Seen, das jedoch nur unzureichende Schutzmaßnahmen vorsah und damit nicht als offizielle Gründungsdeklaration für den Nationalpark gilt.
In der Folge kam es zu einem Stillstand hinsichtlich der Erhaltung der Plitvicer Seen. In den Kriegsjahren fanden jedoch wichtige Treffen an den Plitvicer Seen statt, beispielsweise 1940 eine erste geheime regionale Konferenz des Bundes der Kommunisten Kroatiens (Savez komunista Hrvatske, SKH). Am 13. und 14. Juni 1943 wurde dort der antifaschistische Landesrat der Volksbefreiung Kroatiens (ZAVNOH) gegründet. Es war dies die höchste politische Behörde der antifaschistischen Bewegung. Der ehemalige Generalsekretär der Kommunistischen Partei Kroatiens, Rade Končar (1911–1942), wurde in Končarev Kraj an den Plitvicer Seen geboren.

### Die Seen als Nationalpark

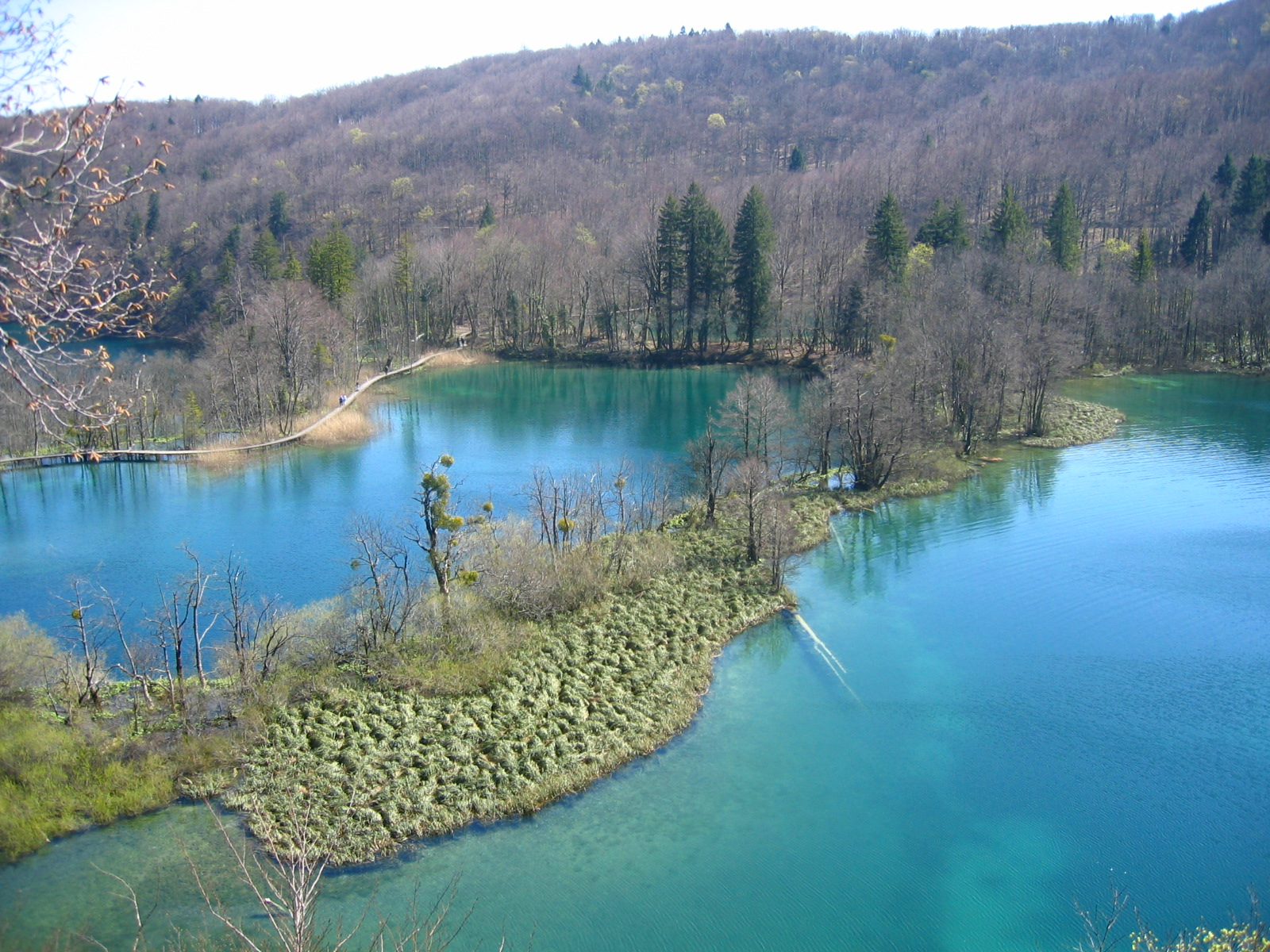
Okrugljak

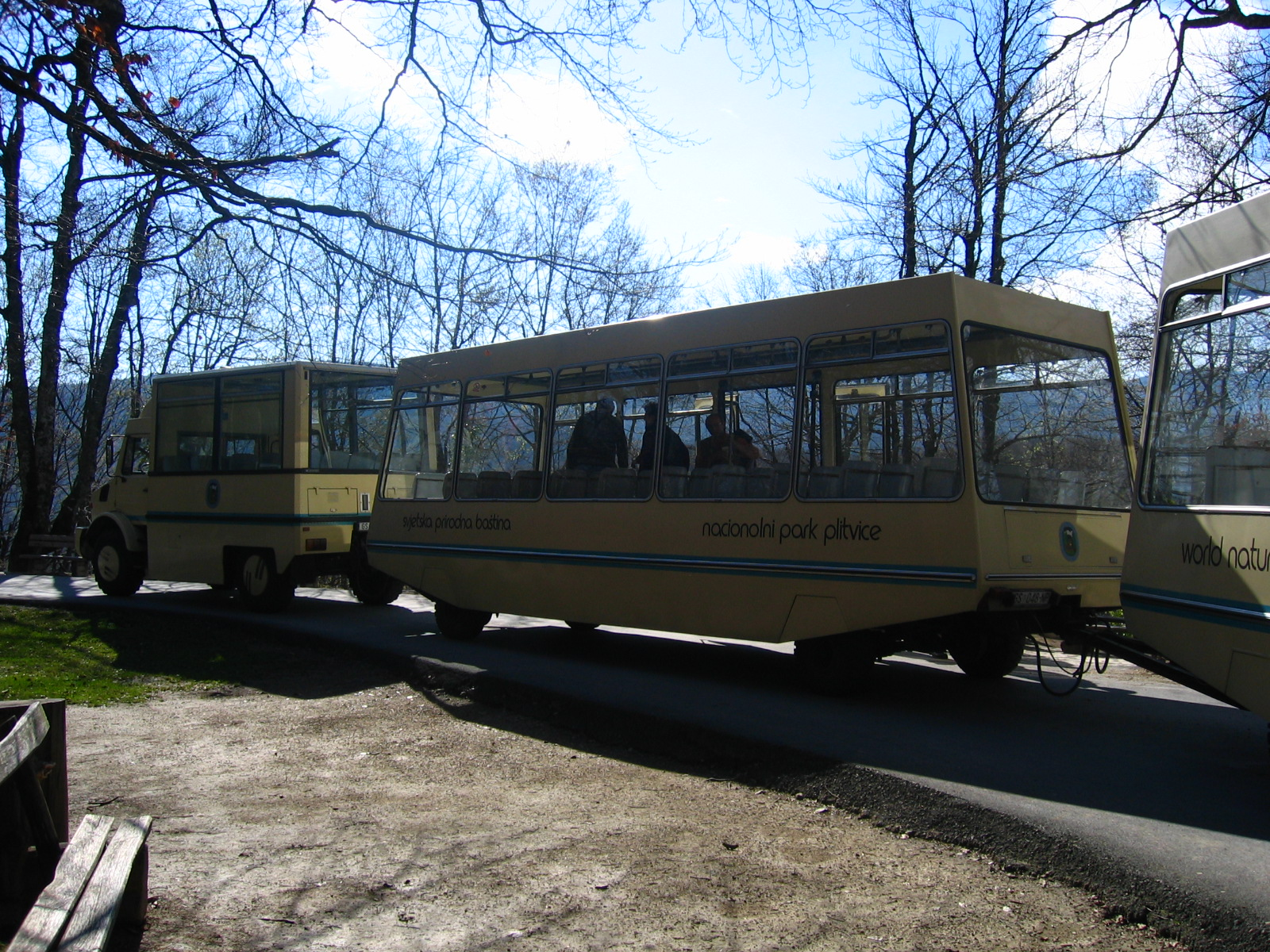
Nationalpark-Bus

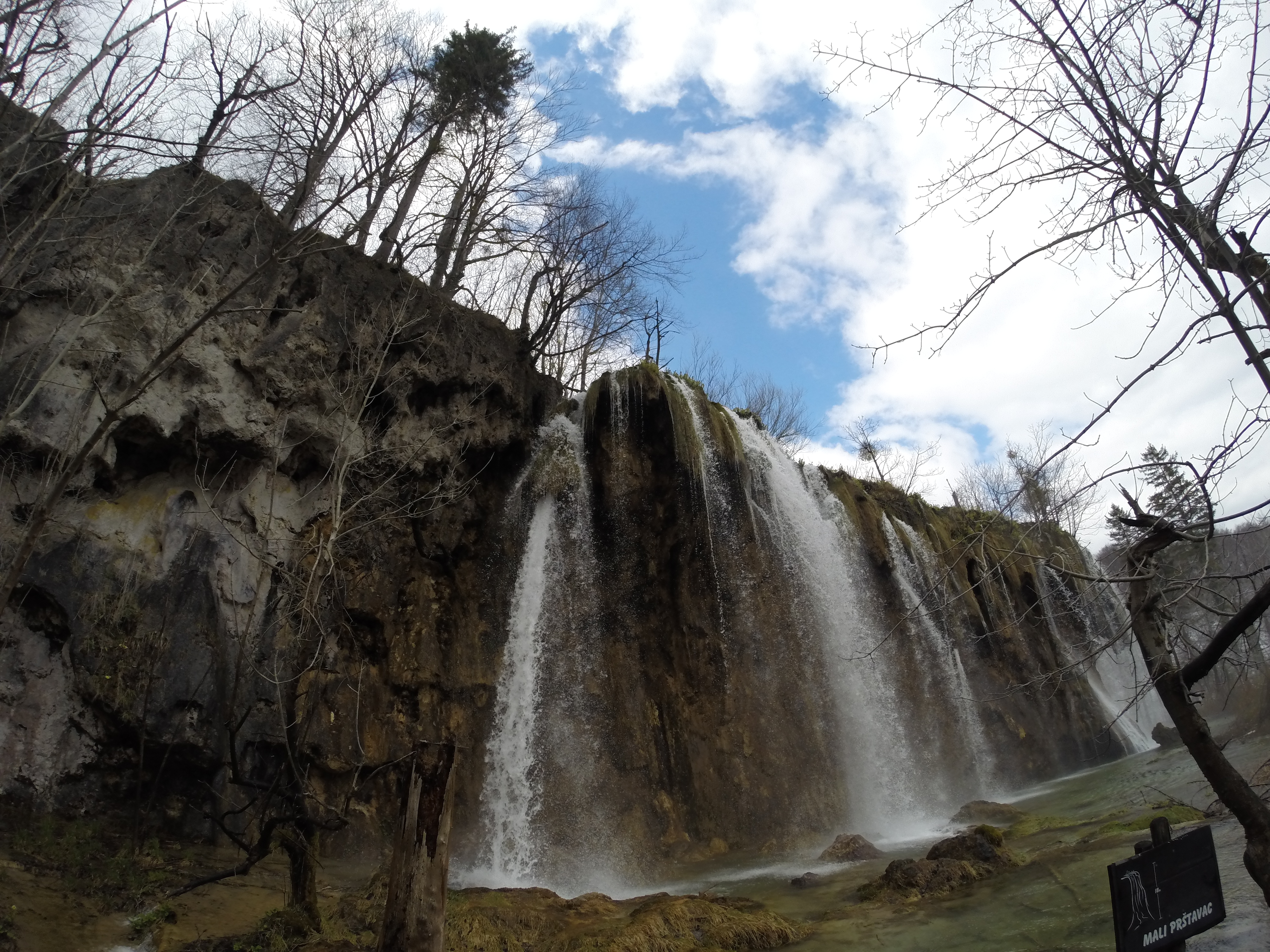
Nationalpark Plitvicer Seen, Wasserfall im Winter

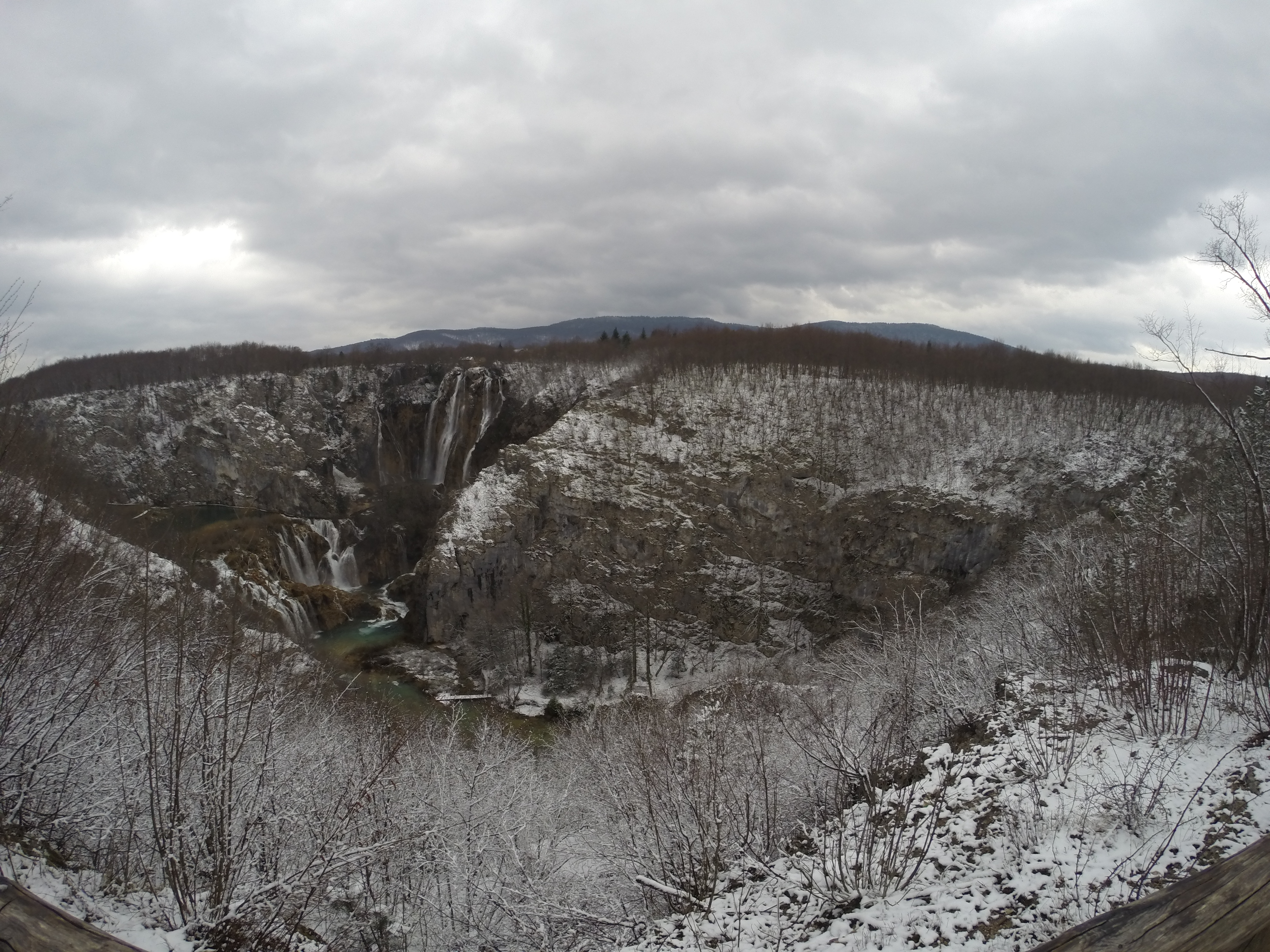
Nationalpark Plitvicer Seen im Schnee

Mit dem Ende des Zweiten Weltkrieges wurde die Einzigartigkeit der Naturphänomene in diesem Gebiet endgültig anerkannt. Am 8. April 1949 wurden die Plitvicer Seen offiziell zum Nationalpark erklärt und unter strikten Naturschutz gestellt.
Seit den 1960er Jahren sind die Plitvicer Seen durch eine moderne Straße leichter erreichbar, was zu einem erhöhten Verkehrsaufkommen führte. In diesen Jahren wurden an den Seen zahlreiche Hotels und andere Objekte nach den Plänen kroatischer Architekten errichtet. Einige Bauwerke, die auch heutigen Standards entsprochen hätten, wurden jedoch bereits in den 1980er Jahren auf Anordnung der damaligen kommunistischen Verwaltung abgebrochen.
Von 1962 bis 1968 wurde in Kroatien ein Großteil der Karl-May-Filme gedreht. Auch der erfolgreichste Film dieser Reihe, Der Schatz im Silbersee, wurde an einigen Schauplätzen im Nationalpark gedreht. (Im Film stand der Kaluđerovac-See Pate für den Silbersee.)
Seit den 1970er Jahren gibt es detaillierte Flächenwidmungspläne für den Nationalpark. Die Früchte organisierter Schutzvorgaben wurden letztlich 1979 geerntet, als der Nationalpark als eines der ersten Naturdenkmäler weltweit in das UNESCO-Weltnaturerbe aufgenommen wurde.
Die 1980er Jahre brachten einen touristischen Boom mit sich. Mit Beginn der 1990er Jahre kam es jedoch erneut zu einer Zäsur in der Geschichte des Nationalparks. Serbische Aufständische begannen im Frühjahr 1991 ihrem Unmut gegenüber der Gründung eines unabhängigen kroatischen Staates freien Lauf zu lassen. Dabei kam es zu Ostern 1991 inmitten des Nationalparks zu blutigen Auseinandersetzungen zwischen serbischen Aufständischen und kroatischen Spezialeinheiten. Diese Auseinandersetzungen werden von Historikern als Beginn des Kroatien-Krieges markiert. Es entstand die sogenannte Republika Srpska Krajina, eine international nicht anerkannte Serbenrepublik unter der militärischen Unterstützung der jugoslawischen Volksarmee.
In den Kriegsjahren von 1991 bis 1995 wurden viele Gebäude im Nationalpark zerstört oder niedergebrannt. Die UNESCO ließ den Nationalpark während der Kriegsjahre aufgrund der offensichtlichen Bedrohung durch Minen sogar auf die Liste der gefährdeten Welterben stellen. Nach dem Krieg wurden die Plitvicer Seen jedoch als erstes Gebiet sofortigen Aufräum- und Renovierungsmaßnahmen unterzogen. 1997 wurde das Schutzgebiet des Nationalparks um 10.020 Hektar erweitert, um die ausgedehnten unterirdischen Zuflüsse zu den Seen und Flüssen des Nationalparks unter Schutz zu stellen. 1998 wurde der Nationalpark wieder von der Roten Liste des gefährdeten Welterbes entfernt.
Im Nationalpark werden kontinuierlich wissenschaftliche Forschungsprojekte durchgeführt. Die Nationalparkverwaltung strebt stets neue, fortschrittlichere Schutzmaßnahmen an. So sollen in Zukunft etwa neue, schwimmende Stege (Ponton-Stege) errichtet werden. Die bisherigen Holzstege sind in den Travertinsedimenten verankert, was zu Wasserversickerung und Brüchen der labilen Travertinbarrieren führen kann.
Die Plitvicer Seen gehören zu den meistbesuchten Reisezielen in Kroatien und sind durch ihren hohen natürlichen, kulturellen und touristischen Stellenwert zu einem wirtschaftlichen Antriebsmotor für das weitläufige Umfeld geworden. Mit etwa 900.000 Besuchern jährlich steuern sie in enormem Maße zur Entwicklung der gesamten Region bei.

## Lokales Brauchtum
Die lokale Bevölkerung misst der Bewahrung alter Traditionen großen Stellenwert bei und auch die Tourismuswirtschaft erkennt immer mehr den Wert der Volkskultur. Typisch für die Lika sind niedrige Holzhütten, die mit Roggenstroh oder Schindeln bedeckt waren. Viele Merkmale der damaligen Lebensart spiegeln sich auch in den Trachten der Menschen. Sie geben Aufschluss über die regionale Zugehörigkeit und die soziale Stellung des Einzelnen. Die Männer durften unter französischer Herrschaft ihre Trachten im Militärdienst verwenden.
Eine typische Tradition in dieser Gegend bis zum 20. Jahrhundert war das gesellige Beisammensein in den Wintermonaten (kroatisch: prelo), als keine landwirtschaftlichen Tätigkeiten möglich waren. Es wurden Textilien angefertigt, Butter wurde zubereitet oder man verwertete die Früchte der Ernte (Mehlerzeugung etc.). In den Abendstunden gab es dazu üblicherweise Lied und Trank. Zur Volkskultur der Gegend gehört der Reigentanz (kroatisch: kolo).
Getränke wie Sliwowitz (Pflaumenschnaps), Wein, Kaffee oder Speisen wie Weichkäse (kroatisch: vrhnje), Polenta, Pršut, Würste wie etwa die Paprikawurst (kroatisch: kobasica), Spanferkel (kroatisch: odojak) oder Lammbraten (kroatisch: janjetina) gehören zur Volksküche der Gegend.

## Bezeichnungen

### Seebezeichnungen und Anekdoten
Über jeden See gibt es gewisse Geschichten oder Legenden. Die Bezeichnungen der Seen rühren meist von wahren Begebenheiten her:
| See               | Andere Bezeichnungen                           | Ungefähre Übersetzung           | Erklärung |
| ----------------- | ---------------------------------------------- | ------------------------------- | --- |
| Prošćansko jezero | Prošće                                         | Gestrüpp-See oder Erflehter See | Der Name stammt von den Abgrenzungszäunen der Ackerflächen zum See. Die Bauern verwendeten Pfähle, Gestrüpp und Erde, um Überschwemmungen abzuwehren. Die Legende von der Schwarzen Königin besagt, dass die Bewohner dieser Gegend sie während einer Trockenperiode um Wasser anflehten (kroat. prositi), woraufhin der Prošćansko jezero und die anderen Seen entstanden sein sollen. |
| Ciginovac         | Cigino Ciganovac jezero                        | Zigeunersee                     | Angeblich soll ein Zigeuner im See ertrunken sein. |
| Okrugljak         | Okruglić Okrugljaj                             | Runder See                      | |
| Batinovac         | Batin Bakinovac                                | Batins/Batićs See               | Ein gewisser Batić soll einst oft hier verweilt haben. Andere sprechen von einer Großmutter, die hier ertrunken sein soll. |
| Veliko jezero     | Jovinovac veliki                               | Großer See                      | |
| Malo jezero       | Jovinovac mali Veliko jezerce                  | Kleiner See                     | |
| Vir               |                                                | Strudel-See                     | Das Wasser soll strudelförmig in der Mitte des Sees abfließen. |
| Galovac           |                                                | Galovs/Galovićs See             | Der Räuberhauptmann Galović soll hier erschossen worden sein. |
| Milinovo jezero   | Milino Jezerce                                 | Miles' See                      | Ein gewisser Mile Mirić soll hier ertrunken sein. |
| Gradinsko jezero  | Jezerce Jezerac                                | Gradina-See                     | Der See trägt den Namen vom einstigen Bauwerk, das sich am See befand. |
| Buk               | Burget Buget                                   | Rauschender See                 | Das fallende Wasser bohrt sich hier in das Gestein. |
| Kozjak            | Kozje Jezero                                   | Ziegensee                       | Auf der Insel im See (heute Štefanijin otok, Stephanies Insel) sollen einst Ziegen vor Wölfen beschützt worden sein. |
| Milanovac         | Milanovo Jezero                                | Milans See                      | Ein gewisser Milan soll im See ertrunken sein. |
| Gavanovac         | Gavanovo Jezero Osredak Jezero Okrugljak Donji | Gavans See                      | Der Schatz eines gewissen Gavan soll sich im See befinden. |
| Kaluđerovac       | Kaluđerovo Jezero                              | Mönchs- oder Einsiedlersee      | Ein Mönch (kroatisch: kaluđer), zu dem die Leute oft pilgerten, soll einst in der Höhle darüber gehaust haben. |
| Novakovića brod   |                                                | Zum Boot des Novaković          | Das Pferd eines Heiducken namens Novaković soll diesen in den See abgeworfen haben oder ein Novaković soll hier eine Möglichkeit zur Überfahrt mit dem Boot geboten haben. |

### Frühere Schreibweisen und Ausspracheanmerkungen
Die Bezeichnungen der Plitvicer Seen auf alten Landkarten oder in Reisebeschreibungen variieren in der deutschen Sprache sehr stark. Ältere Quellen bezeichnen die Seen häufig als Seen von Plitovica oder Plitvica-Seen, alternativ auch Plitvitzaseen. Heutzutage sind die Plitvicer Seen auch unter den folgenden Bezeichnungen bekannt: Plitwitzer Seen, Plitvitzer Seen oder etwa Plitwizzer Seen. In jedem Fall ist die Aussprache des Namens zu beachten: Sie lautet, angepasst an die deutsche Schreibweise, Plitwitsä [ˈplitʋitsɛ].

## Vergleichbare Naturphänomene in der Welt
Vergleichbare Phänomene sind unweit der Plitvicer Seen in Rastoke bei Slunj, im kroatischen Nationalpark Krka oder am Fluss Pliva in Bosnien und Herzegowina zu beobachten. Auch die Band-e-Amir-Seen im Hindukusch bilden ein ähnliches See-Damm-System, jedoch liegen dort der Travertinbildung andere Vorgänge zu Grunde. Kalksinterbildung non-fluviatiler Natur findet auch an den Mammoth Hot Springs im Yellowstone-Nationalpark in den USA oder bei Pamukkale in der Türkei statt. Ähnliches findet sich auch in dem chinesischen Nationalpark Jiuzhaigou in der Provinz Sichuan.

## Umweltproblematiken
Durch die hohe Beliebtheit des Parks und fehlende Investitionen in die Wasserentsorgung in den vergangenen 30 Jahren kommt es derzeit zu massiven Umweltverschmutzungen im Nationalpark. Es ist ein sogenannter „17. See“ entstanden, der als Sickergrube für sämtliche Abwässer der Hotels in der Umgebung dient. Es wird vermutet, dass das früher sehr saubere Wasser der anderen Seen nun nicht mehr trinkbar ist, da Fäkalien ungeklärt in den Karstgrundwasserleiter gelangen. Die UNESCO droht bereits mit Entzug des Weltkultur-Erbe-Titels, weil das Gebiet nicht auf diesen Massentourismus vorbereitet sei.

## Film
- Plitvice – Land der fallenden Seen. Dokumentarfilm, Österreich, 2004, 48:24 Min., Buch und Regie: Michael Schlamberger, Produktion: ScienceVision, ORF, Erstsendung: 20. Januar 2004 in ORF2, Inhaltsangabe von 3sat.